# Marcelháza

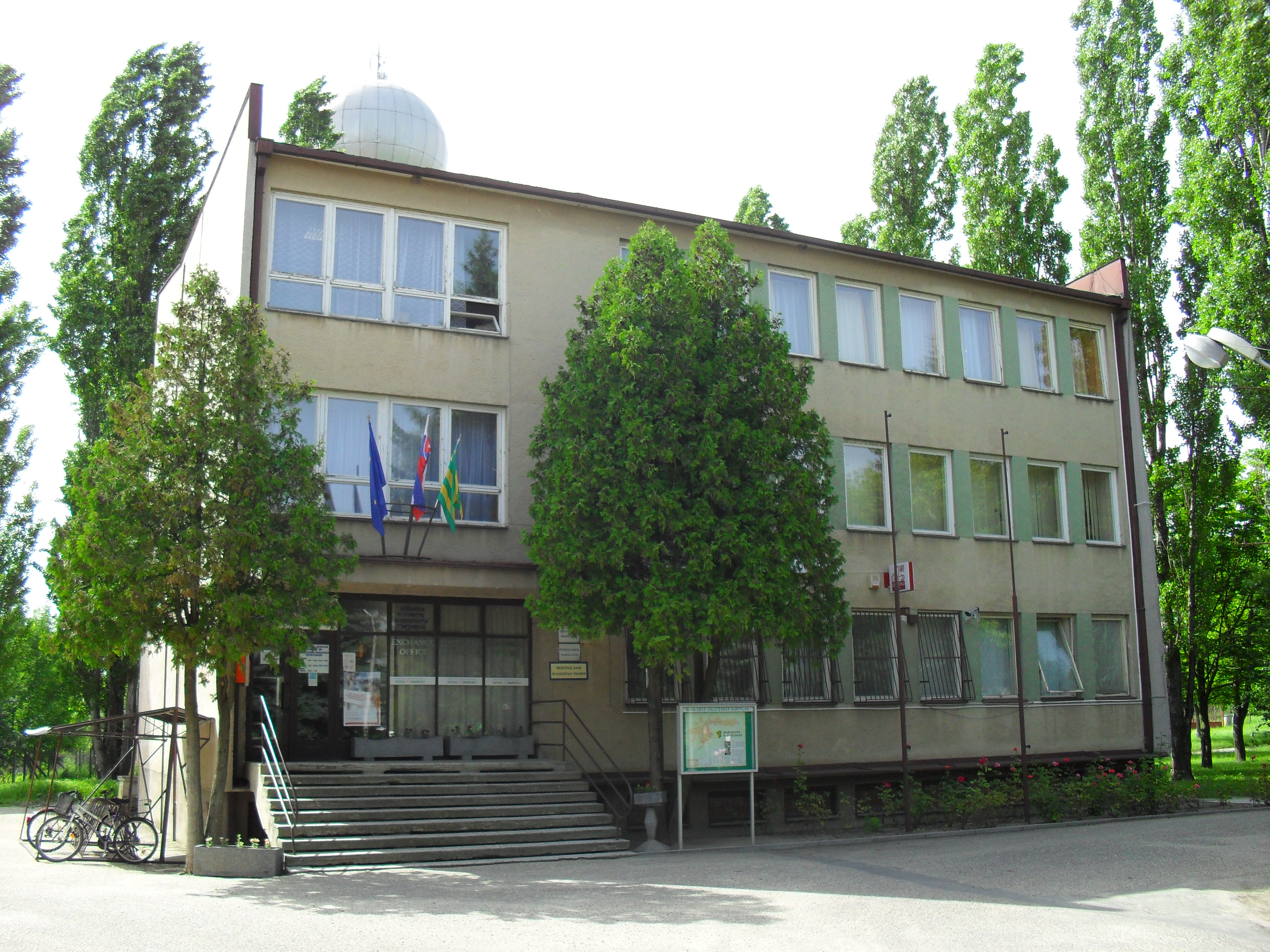
A községi hivatal épülete

Marcelháza (szlovákul Marcelová, 1942-1948 között Marcelkeszi) község Szlovákiában, a Nyitrai kerületben, a Komáromi járásban. 1942-ben alakult Marcelháza és Kurtakeszi egyesítésével.

## Fekvése
Komáromtól 15 km-re északkeletre fekszik. A község kataszterileg határos Újpusztával, Szentpéterrel, Izsával, Pattal, Dunaradvánnyal, Virttel és Szilasházával. Közúton Hetény, Szilasháza és Virt felől közelíthető meg. A falu nagy része síkságon fekszik, keleti részén homokdombokkal, melyeket erdei fenyő és akácerdő borít, északra alacsony dombokkal, melyek a szőlőtermesztésükről híresek.
Marcelháza területe 35,75 km², mely két kataszteri területből áll:
- Marcelháza (Marcelová) – 18,15 km²,
- Kurtakeszi (Krátke Kosihy) – 17,60 km².

## Élővilága

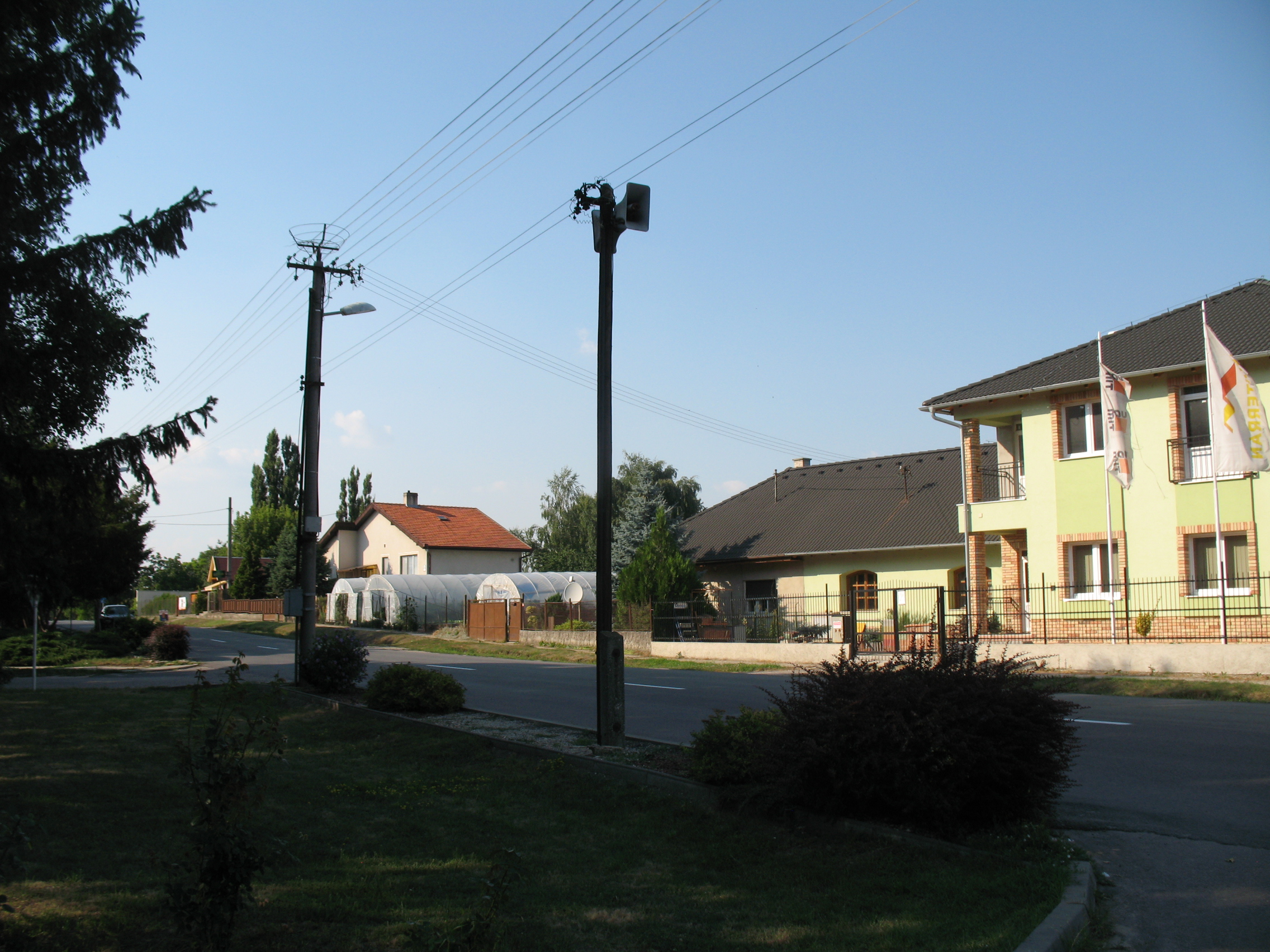
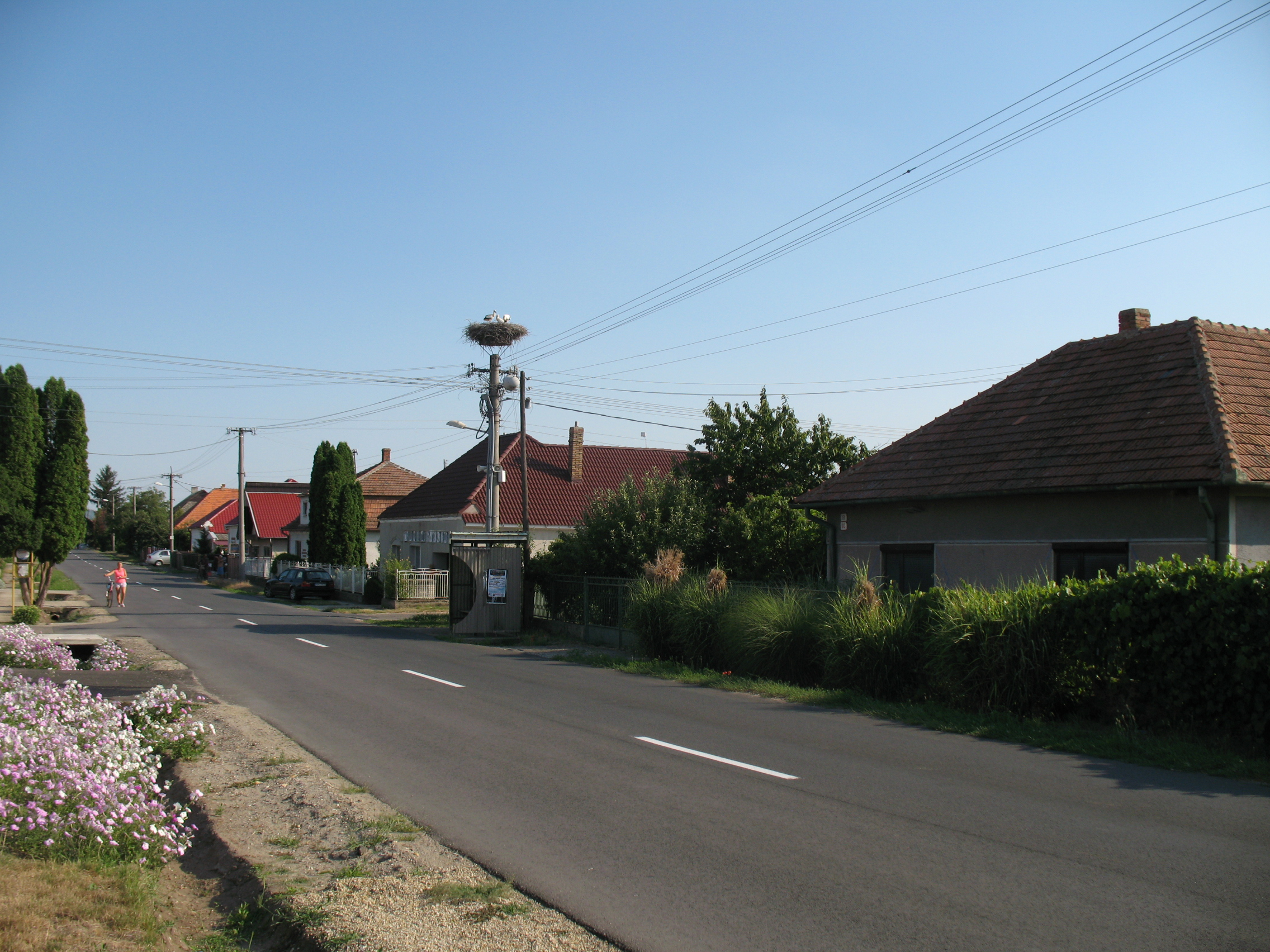
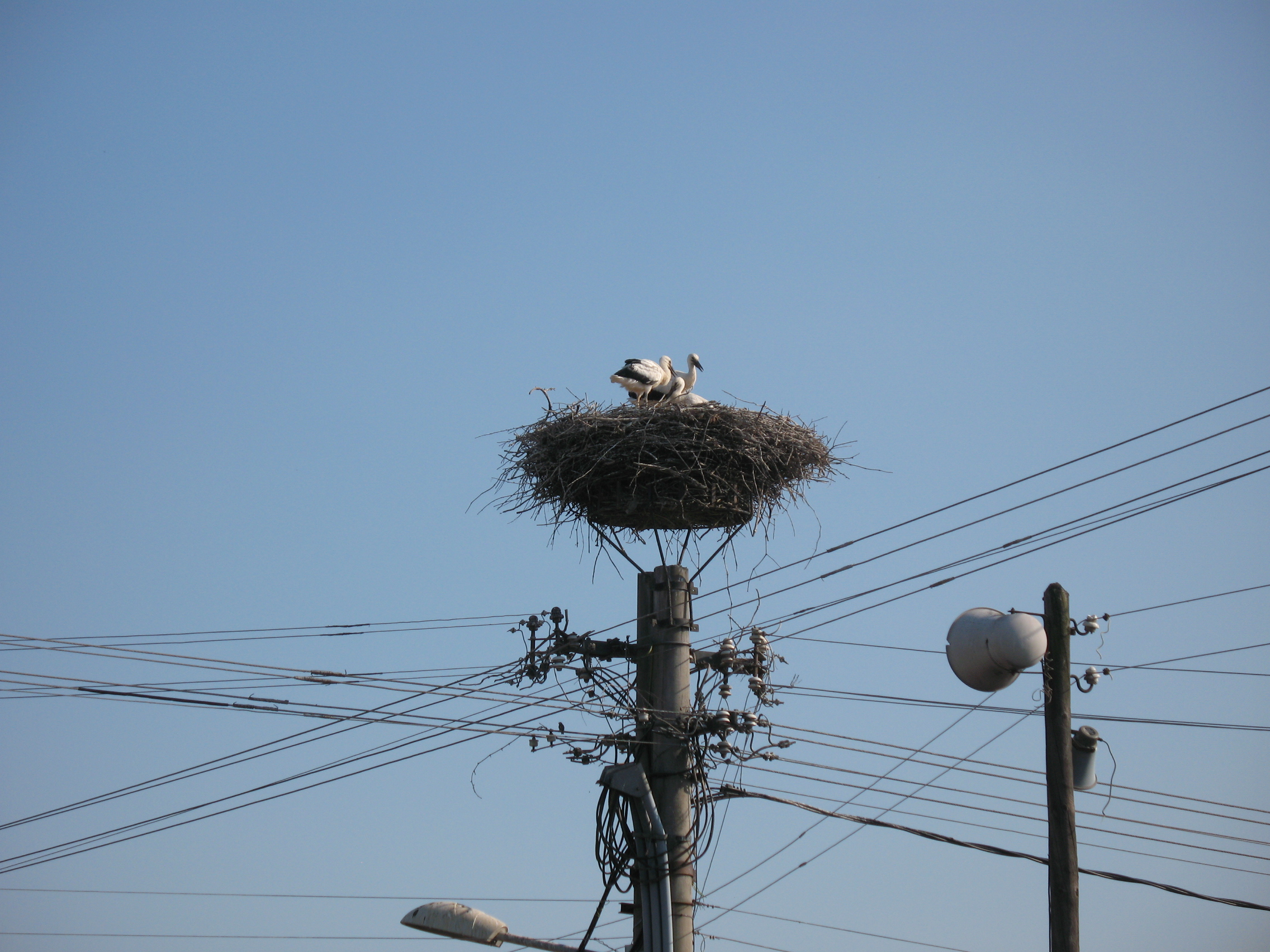
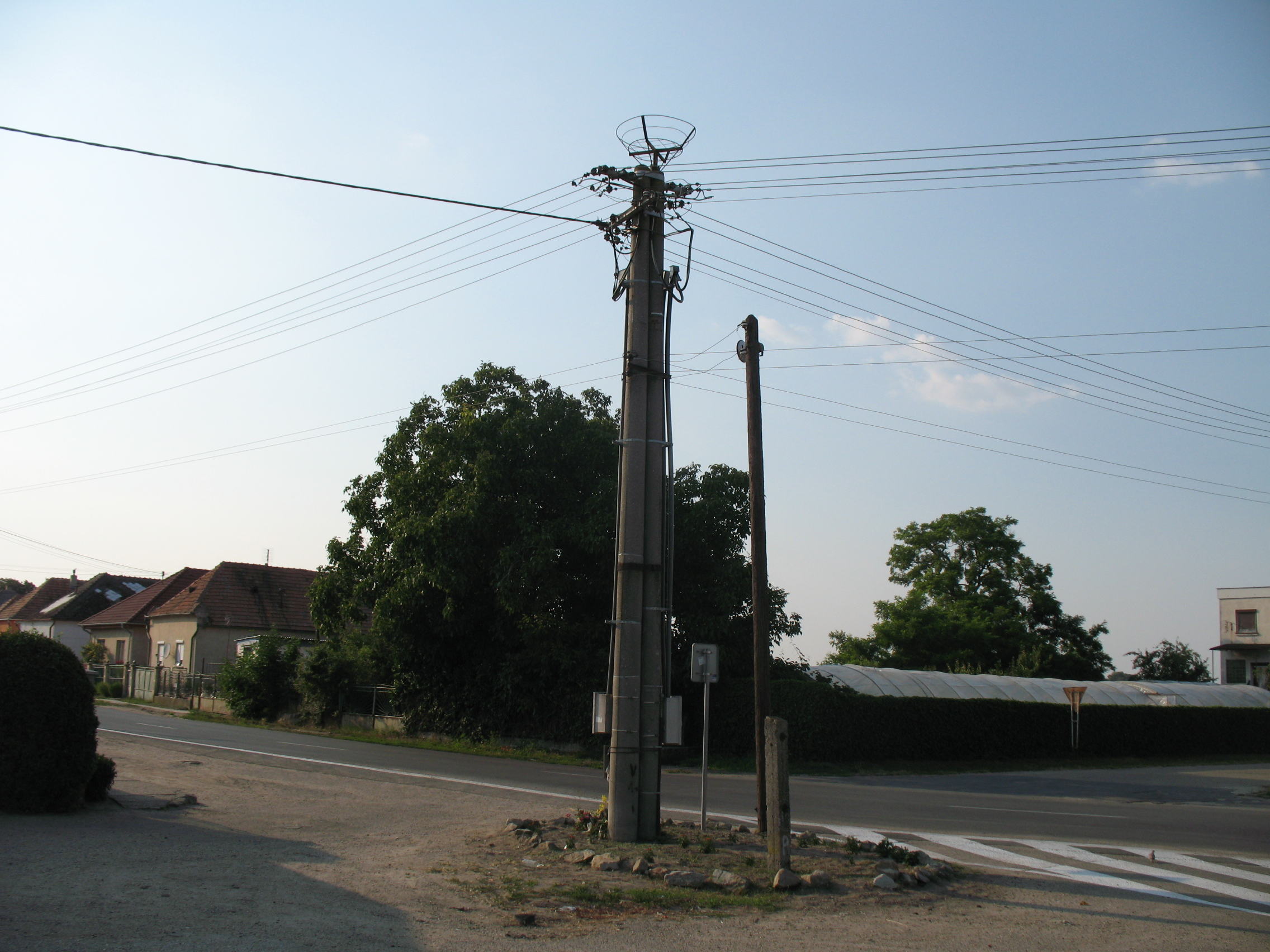
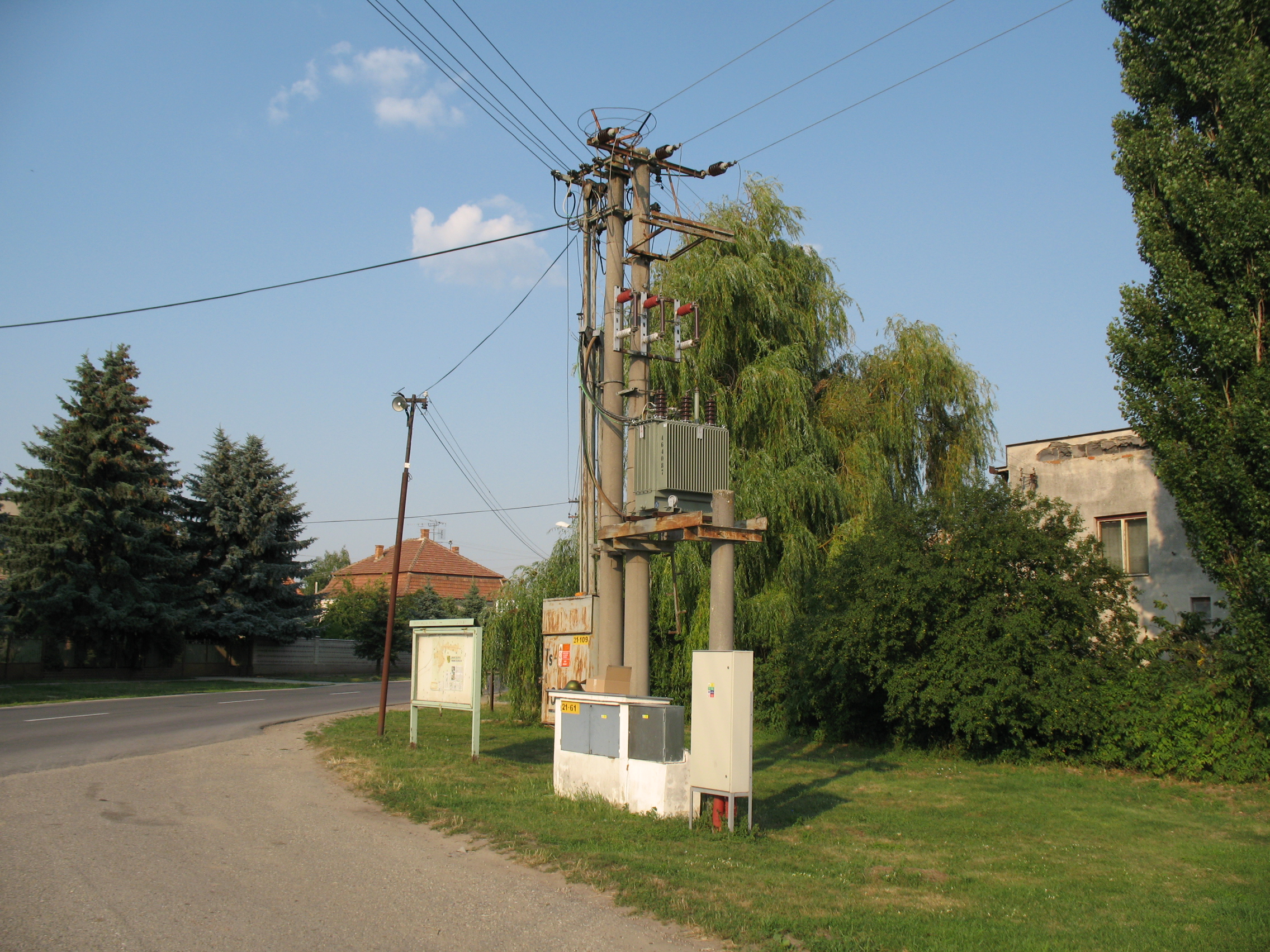
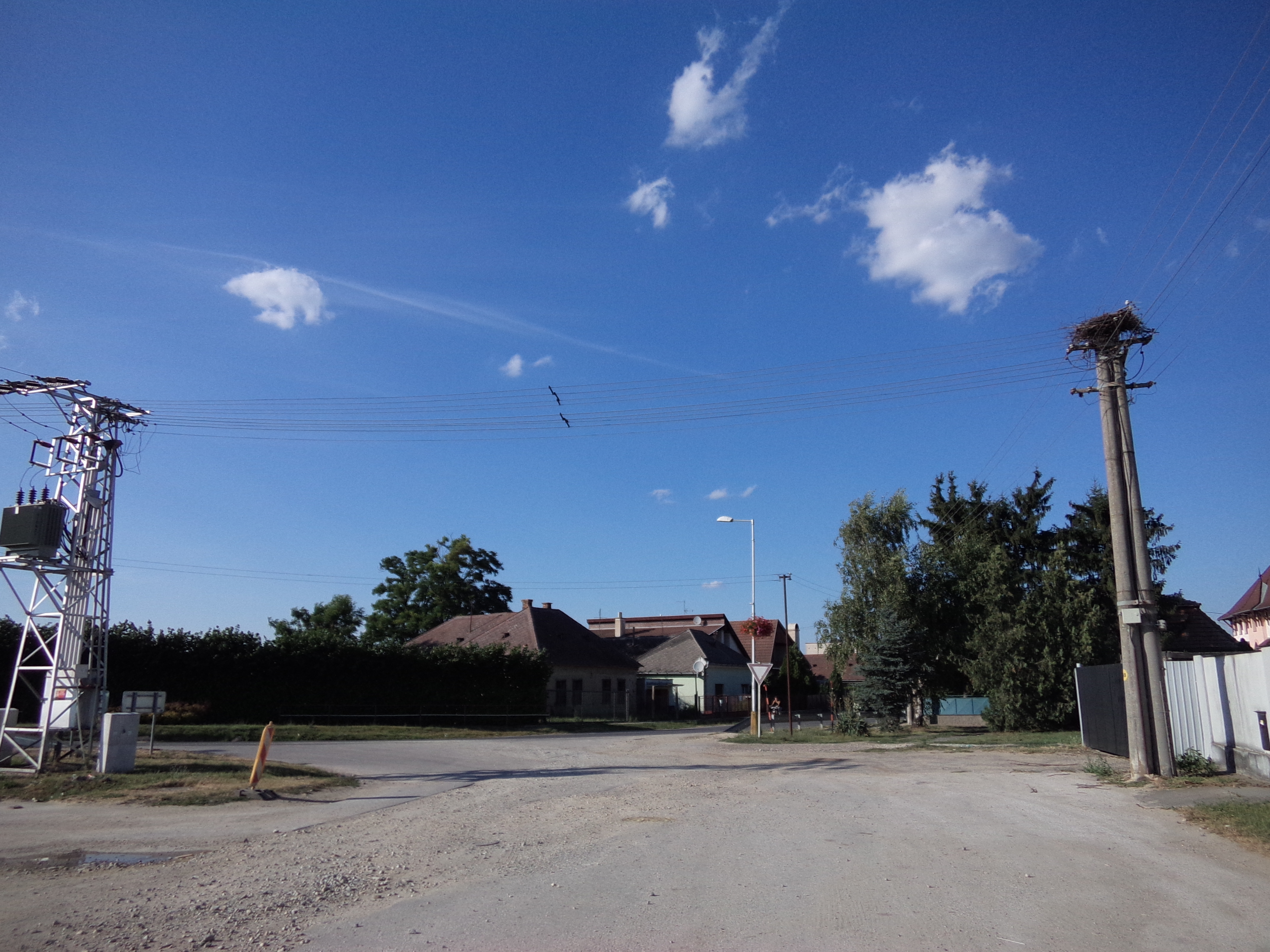

Marcelházán négy gólyafészek vagy alátét található. Az egyikben 2011-ben 5, 2012-ben 2, 2013-ban 3 fiókát számoltak össze, azóta nem volt költés. A többi alátét jelenleg nincs használatban.

## Története

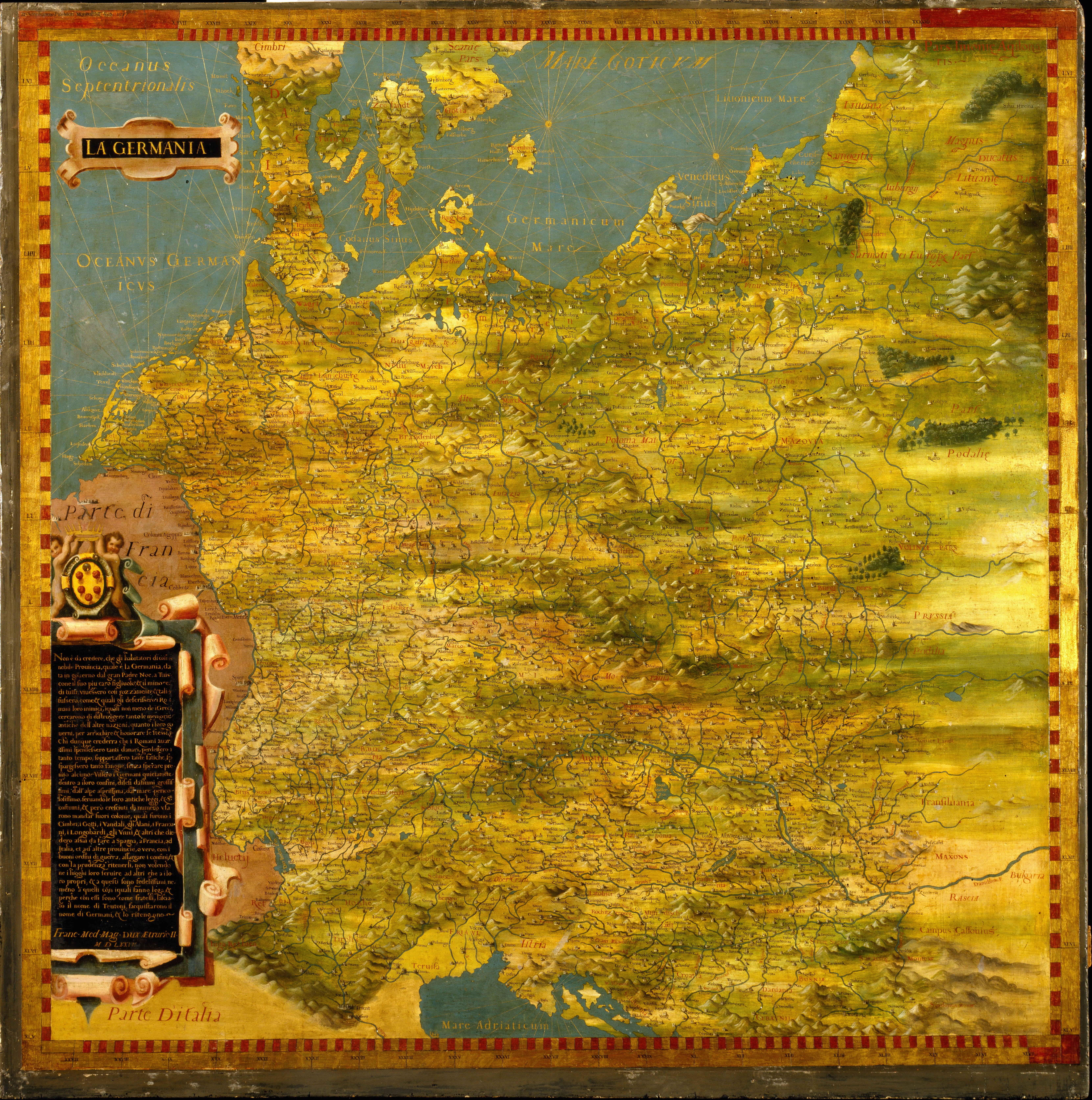
Marcelháza az 1577-es firenzei térképen

Területe a neolit kor óta lakott, bronzkori, népvándorlás és honfoglalás kori temetőket tártak itt fel. Marcelháza első írásos említése 1353-ból származik "Nagkezeu" néven, Kurtakeszié 1256-ból. A 15.-16. században nemesi birtok. 1552-ben 19 házból álló elhagyott településként említik. A falu szerepel az 1577-es firenzei Stefano Bonsignori által festett térképen Marzelhaz alakban. Marcelháza 1615-ben hódolt falu.
A 17. század végén a Pálffyak telepítik újjá (nagyrészt Trencsén és Nyitra vármegyei jobbágyokkal) és uradalmi központtá teszik. 1784-ben likőrgyártó manufaktúra, később szeszgyár létesült.
Fényes Elek 1848-ban írt Komárom vármegye leírása című munkájában így ír a faluról: Marczelháza, magyar kis részben tót fala Kurtakeszihez közel, a Zsitva folyam mellett rónáságon fekszik és számlál 506 r. kath., 528 reform., 15 zsidó lakost. Ref. anyaegyház. Határa 4358 holdnyi, s van itt 53 1/2 jobbágytelek, mellyből 3 4/8 curiális, 1/2 iskoláé, 1/2 a kurtakeszi plébanusé, 49 robotos, 10 udvarteleki ház, 34 robotos zsellér, 3 szabados; telkesgazda 92, hazátlan zsellér 24. Urasági szántóföld 1480 mérő 740 hold, 40 h. kenderes, 41 1/8 hold kaszáló. A szőlőbül 115 kapás urasági, 400 kapás jobbágyi. Papi dézmát birja az urodalom, természetben szedi, a kilenczed 4 ezüst forintért váltatik meg egy telek után, s illy telek ára középszámítással 1500—2000 váltó forint. Földe nagyobbrészt fekete homok s igen jó termő, Virth felől sárgahomokos. Mesterember 3. u. m. 2 kovács, 1 takács. De legnagyobb nevezetessége e helységnek az urodalom nagy szeszgyára, 1 gőzkazánnal, 3 burgonyazúzó, 11 élesztőkáddal. Naponként 75 köböl burgonyából 10—13 akó 20—25 foknyi szeszt éget, mellynek akóját 30—35 v. fért adja, s 11 személyt foglalatoskodtál. Épületei s felszerelési töke 25,000 forgótőke 9900 p. forint. Földesura: herczeg Pállfy Antal, s a bátorkeszi uradalomhoz tartozik. 
Az önkéntes tűzoltó-egyesület 1886-ban alakult meg Marcelházán.
A trianoni békeszerződésig mindkét község Komárom vármegye Udvardi járásához tartozott. 1938 és 1945 között újra Magyarország része volt.
A mai község 1942-ben jött létre az akkori Marcelháza és Kurtakeszi egyesüléséből. A kitelepítések 1946 decemberében kezdődtek a községben és 1948. októberéig tartottak. 1948-ig a Marcelkeszi (szlovákul Marcelové Kesy) nevet viselte. Miután a falut 1945-ben visszacsatolták Csehszlovákiához, betiltották a magyar nevek használatát, majd 1948-tól az egyesített község magyar neve Marcelháza lett. 2005-ben lakossági referendumot írtak ki a falu nevének Marcelkeszire (Marcelove Kosihy) változtatására, ez azonban eredménytelen volt.

## Népessége
| Év:            | 1994. | 2004.   | 2014.   | 2024.   |
| -------------- | ----- | ------- | ------- | ------- |
| Emberek száma: | 3773  | 3836    | 3764    | 3794    |
| Eltérés:       |       | +1,66 % | -1,87 % | +0,79 % |

| Év:            | 2023. | 2024.   |
| -------------- | ----- | ------- |
| Emberek száma: | 3802  | 3794    |
| Eltérés:       |       | -0,21 % |

1910-ben Kurtakeszinek 1058, Marcelházának 2046, túlnyomórészt magyar lakosa volt.
2001-ben 3822 lakosából 3381 magyar (88,4 %) és 377 szlovák (11,2 %) nemzetiségű. A 2000-es években kezdődött a Komáromban lakbért fizetni képtelen romák szervezett beköltöztetése a faluba, 2007-ben már mintegy 420-an voltak.
2011-ben 3751 lakosa volt, ebből 3228 magyar és 442 szlovák.
2021-ben 3802 lakosából 2807 (+93) magyar, 524 (+70) szlovák, 29 (+25) cigány, (+8) ruszin, 12 (+1) egyéb és 430 ismeretlen nemzetiségű volt.
Az elmúlt másfél évtizedben a roma lakosság aránya 20 % körülire nőtt.(Roma Atlasz 2019)

## Neves személyek
- Itt született 1947-ben Vörös Péter író, költő, kritikus.
- Itt született 1950-ben Keszegh István matematika-fizika szakos gimnáziumi tanár, igazgató.
- Kurtakeszin élt és nyugszik Baranyay Géza (1858-1927) földbirtokos, hivatalnok.
- Kurtakeszin hunyt el 1878-ban Schnausz György kurtakeszi alesperes.
- Kurtakeszin szolgált Lukács Pál író, színész, nevelő.
- Kurtakesziről származott Dalmady Zoltán orvos, sportorvos, balneológus.
- Itt szolgált Tárnok Gyula (1894-1964) teológus, református lelkész.
- Itt szolgált Újváry László (1930-2021) szlovákiai magyar pedagógus, a lévai magyar kulturális élet egyik szervezője.

## Gazdasága
A szocializmus évtizedeiben országszerte híres volt zöldségtermesztéséről, ez az ágazat azonban a rendszerváltás óta hanyatlásnak indult, 1996-ban a termelőszövetkezet is tönkrement. Jelenleg zöldségfelvásárló és szállító vállalat, valamint zöldségszárító üzem működik a faluban. Az olajos magvak pörkölésével, csomagolásával és forgalmazásával foglalkozó vállalat 1990 óta működik a községben.

## Nevezetességek

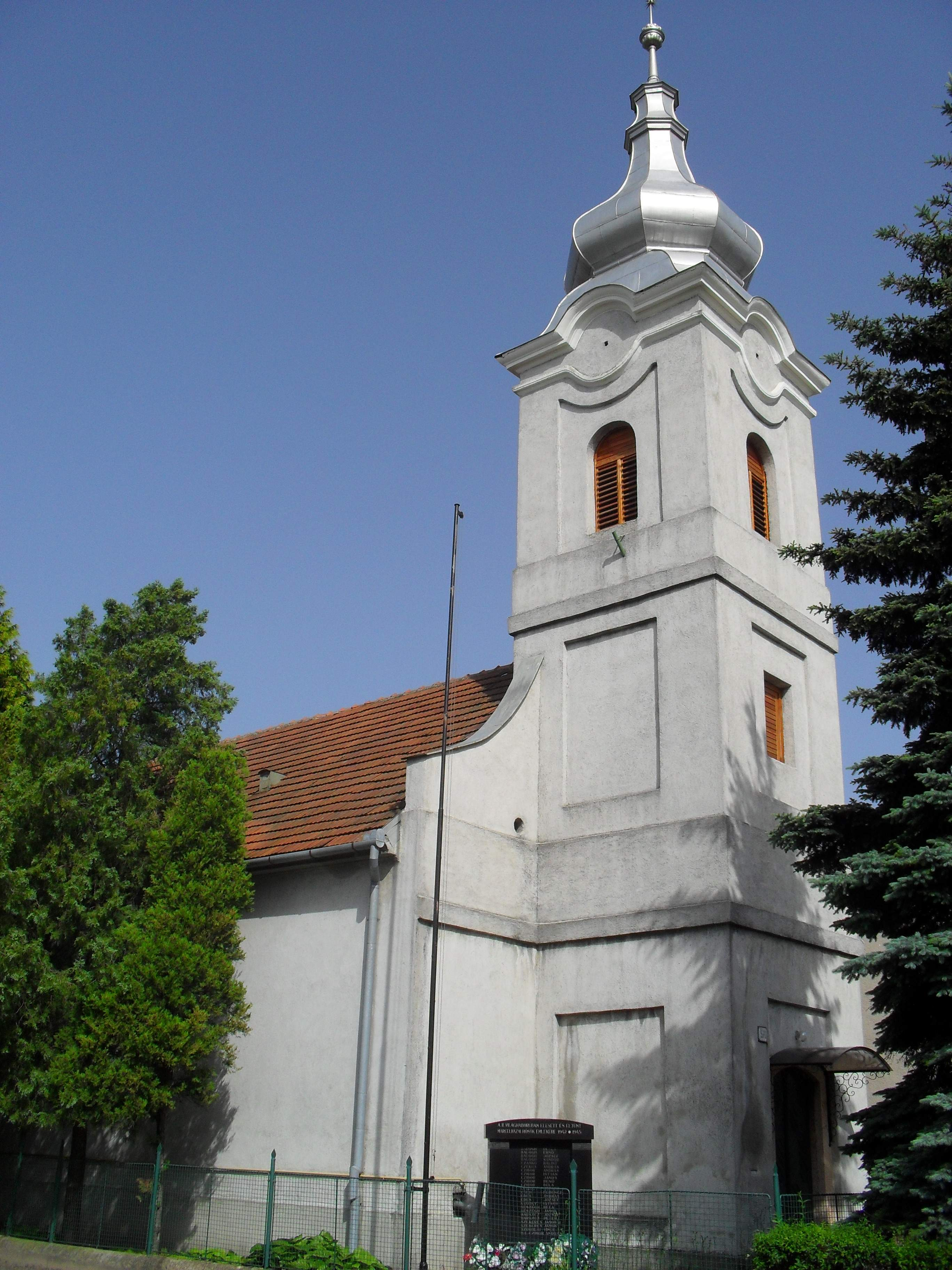
A református templom

- Az eredetileg gótikus stílusban épült, Kurtakeszi falurészben álló római katolikus Keresztelő Szent János-templom az 1731-es földrengéskor nagyon megrongálódott. A templomot 1901-ben és 1986-ban újították fel. A felújításhoz felhasználták a régi építmény egy részét. A templom egyhajós építmény poligonális zárású szentéllyel és hatalmas, előrenyúló toronnyal a nyugati részén. A Baranyay család oratóriuma, amely szentély lett, később épült hozzá a nyugati oldalon. A homlokzatok simák, csupán a félkörös zárású vagy csúcsos ablakok tagolják. A szentély boltozatán finom rokokó stukkódíszek vannak: Isten szeme, csillagok és hold alakú díszek. A Jézus Szíve-, valamint a Szűz Mária-mellékoltárok az 1860-as években készültek.
- A református templomot 1786-ban kezdték építeni és az első istentiszteletet 1787. január 21-én tartották benne. A templom torony nélkül épült, ezt 1833-ben építették hozzá. A hosszúkás teremtemplomhoz előcsarnok csatlakozik; a csúcsos homlokzatba illeszkedik a kétemeletes torony. A torony falazatát vállpárkányzat zárja, ezen nyugszik a kupolás toronysisak. A templomtérben három oldalról fakarzat helyezkedik el. A templom falán helyezték el az I. világháború áldozatainak emléktábláját.
- Az 1952-1962-es években épült baptista imaház hosszúkás, földszintes épület, sima homlokzatait félkörös zárású ablakok tagolják. Belső berendezése korunkbeli.
- A Művelődési otthon alapjait 1956-ban rakták le. Átadása 1962-ben történt. Az első átépítésére 1975-77 között került sor, majd a mai, teljesen új formáját 2001-ben kapta. A község társadalmi életének központja. A művelődési otthonban található kis galériában képzőművészeti alkotásokból és kézimunkákból időszaki kiállításokat rendeznek.
- A faluközpontban levő szép parkot a 19. században létesítették.
- A faluhoz közeli Temető (Pohrebište) nevű védett területen több mint hetven madárfaj él. A védett területen – amely egykori mocsár lecsapolt maradványa – nyárfákkal és fűzfákkal övezett vízfelület található összefüggő nádassal.
- A Marcelházi-homokos (Marcelovské piesky) természetvédelmi területen a homokkedvelő növényzetet és a melegkedvelő rovarvilágot védik.
- Fekete Sólyom Történelmi Íjászklub.

### Szobrok, emlékművek, emléktáblák
- Baróti Szabó Dávid gipsz mellszobra az alapiskola melletti parkban áll. Gáspár Péter pozsonyi szobrászművész alkotását 1995. december 1-én avatták fel.
- A második világháború református áldozatainak emlékműve a református templom bejárata mellett található.
- A katolikus templom kertjében található az eredetileg az első világháború katolikus áldozatainak emlékére emelt emlékkereszt, melyet később a második világháborúban elesettek névsorával is kiegészítettek.
- Az idegen földben nyugvó marcelháziak emlékére a marcelházi és a kurtakeszi temetőben is kopjafákat állítottak.
- A második világháború után kitelepítettek emlékművét (Bélai Tibor kőfaragó alkotása) 2002. július 7-én adták át a Hídverő Napok keretében.
- Kurtakeszi első írásos említésének 750. évfordulójára 2006. október 1-jén a katolikus templom mellett emlékművet állítottak.
- A Csemadok megalakulásának 50. évfordulójára 1999-ben a kultúrház épületének falán emléktáblát helyeztek el.
- A Baranyay János Cserkészcsapat megalakulásának 10. évfordulóján, 2003-ban a kultúrház épületének falán emléktáblát helyeztek el.

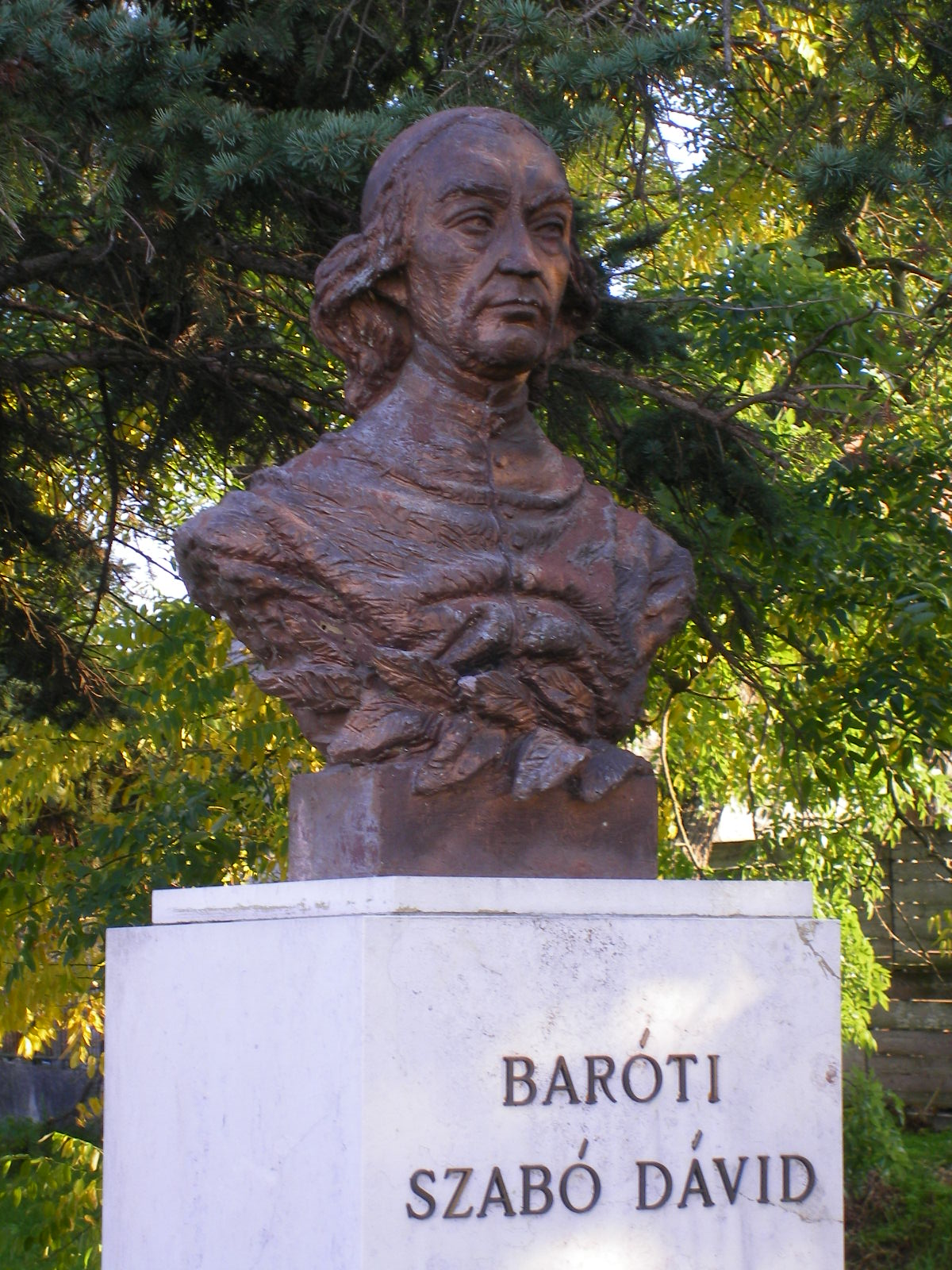
Baróti Szabó Dávid mellszobra
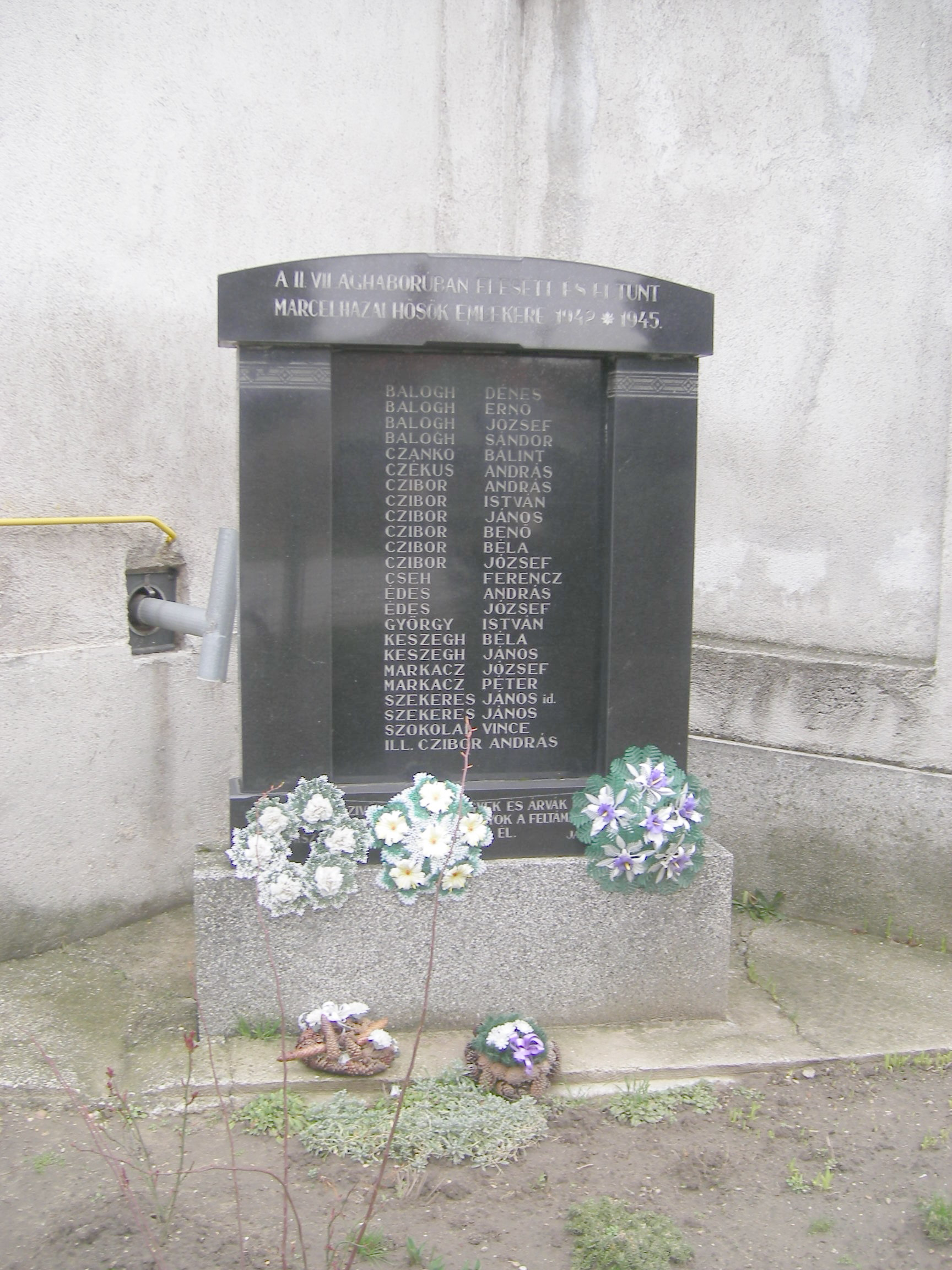
A második világháború áldozatainak emlékműve (református)
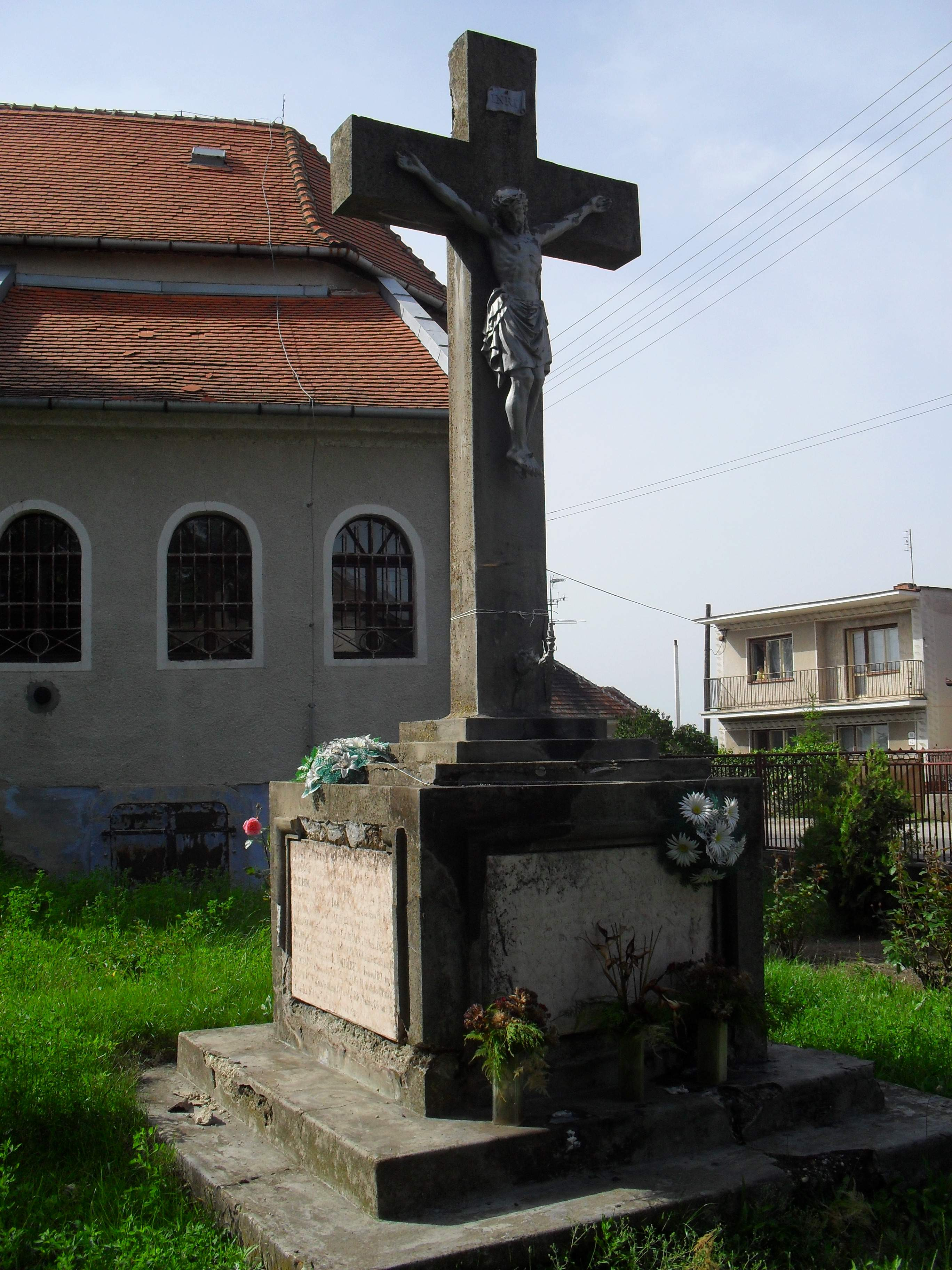
Az két világháború áldozatainak emlékkeresztje (katolikus)
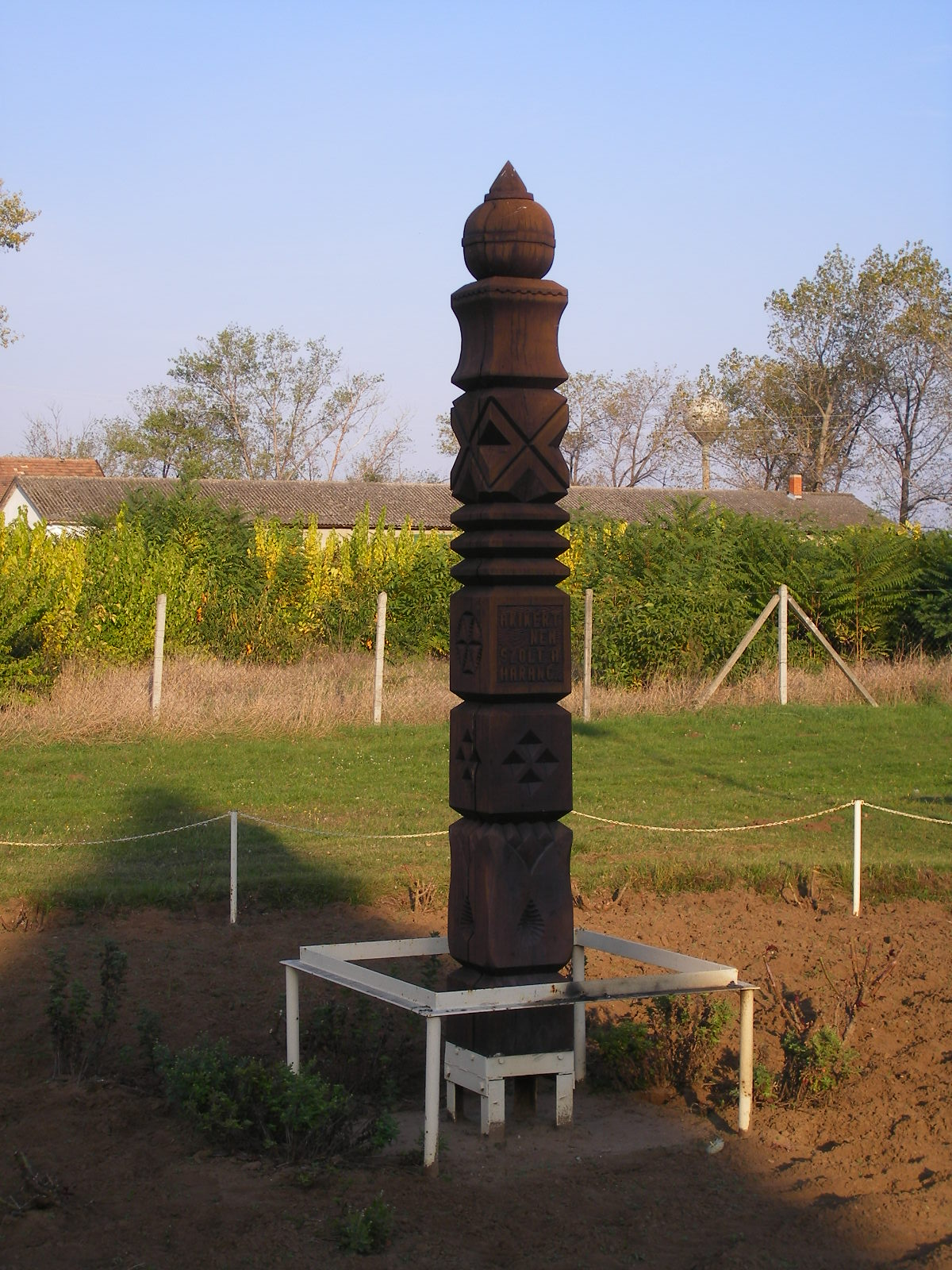
Emlékkopjafa a marcelházi temetőben
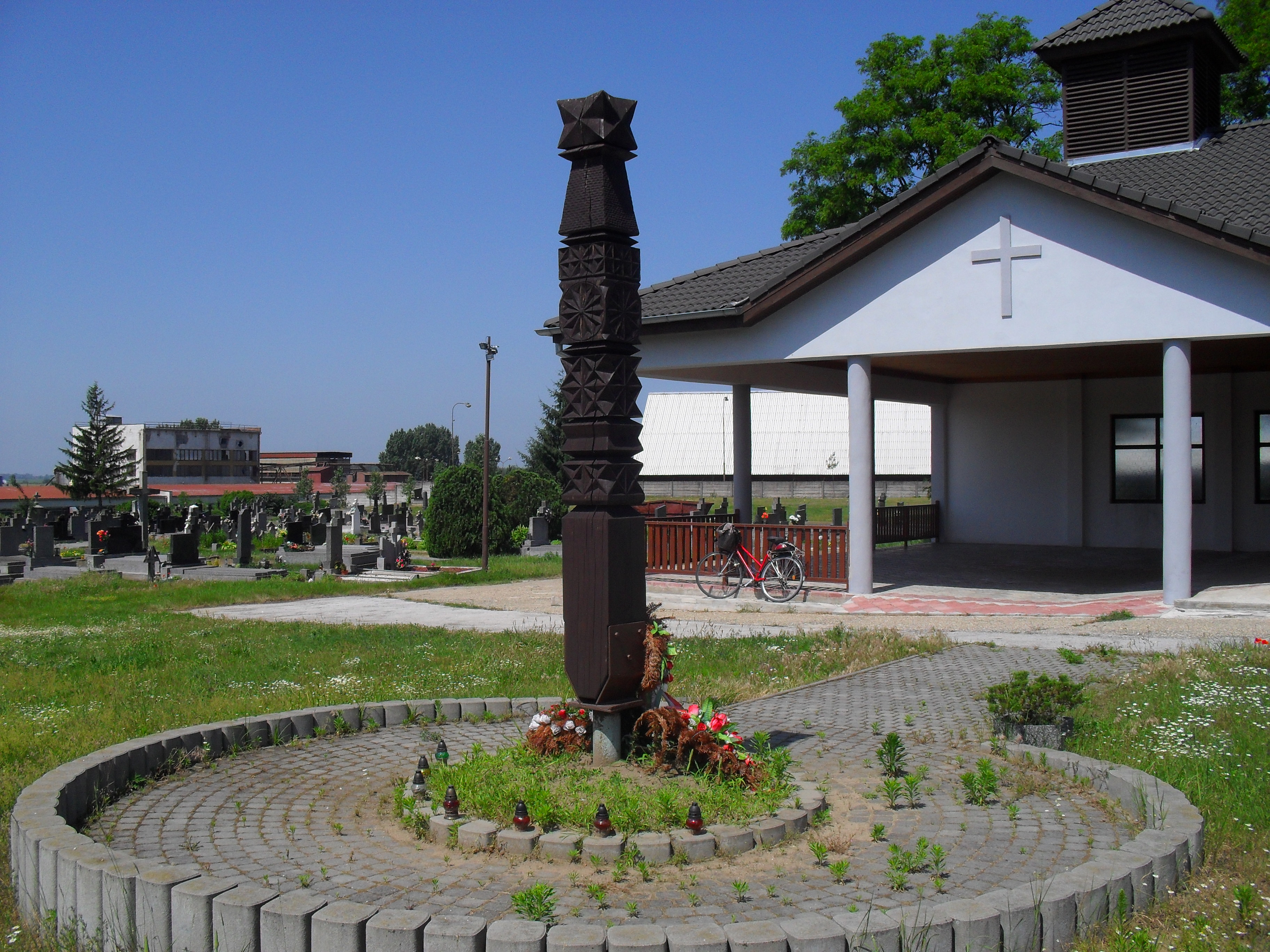
Emlékkopjafa a kurtakeszi temetőben
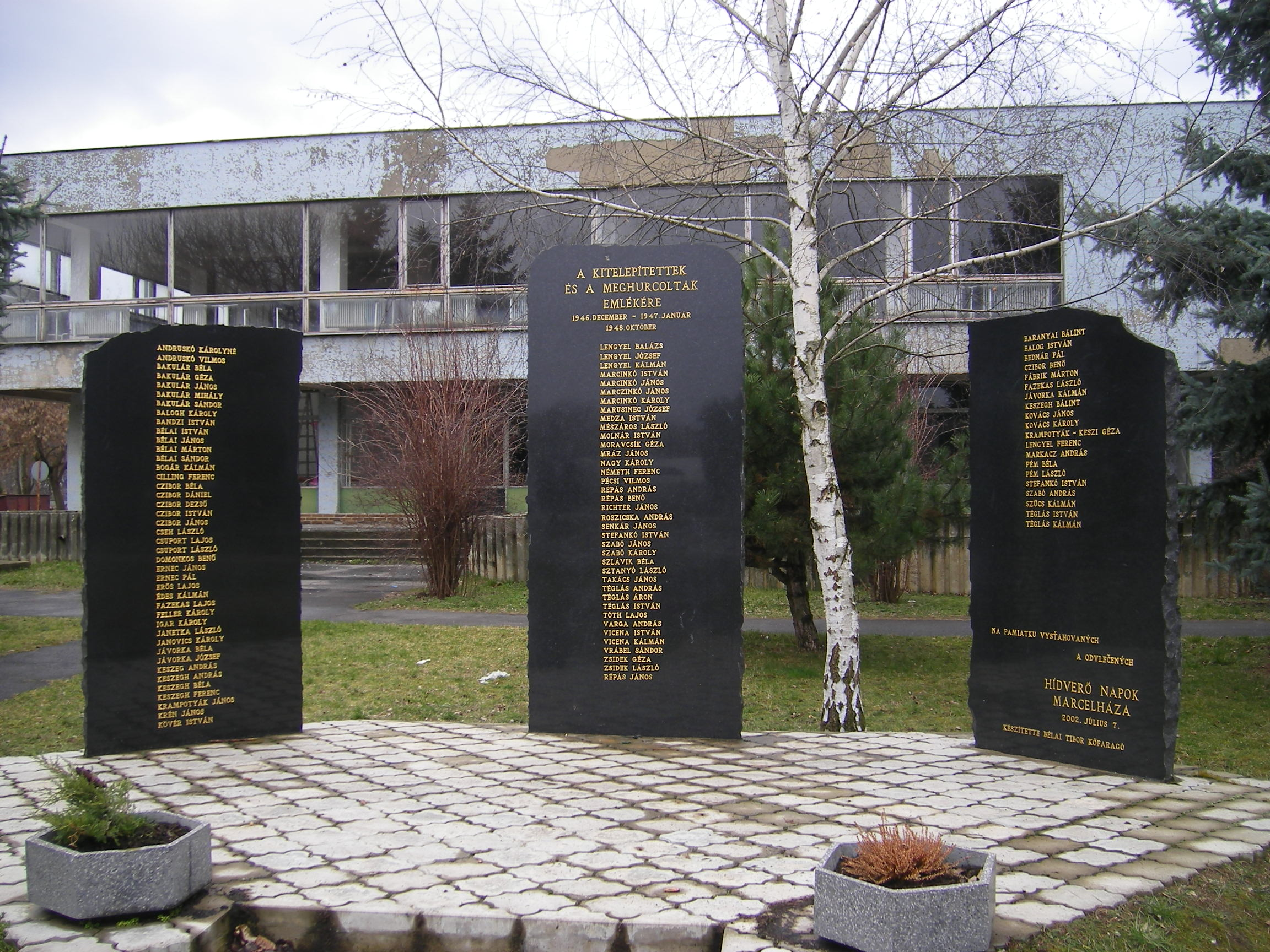
A kitelepítettek emlékműve
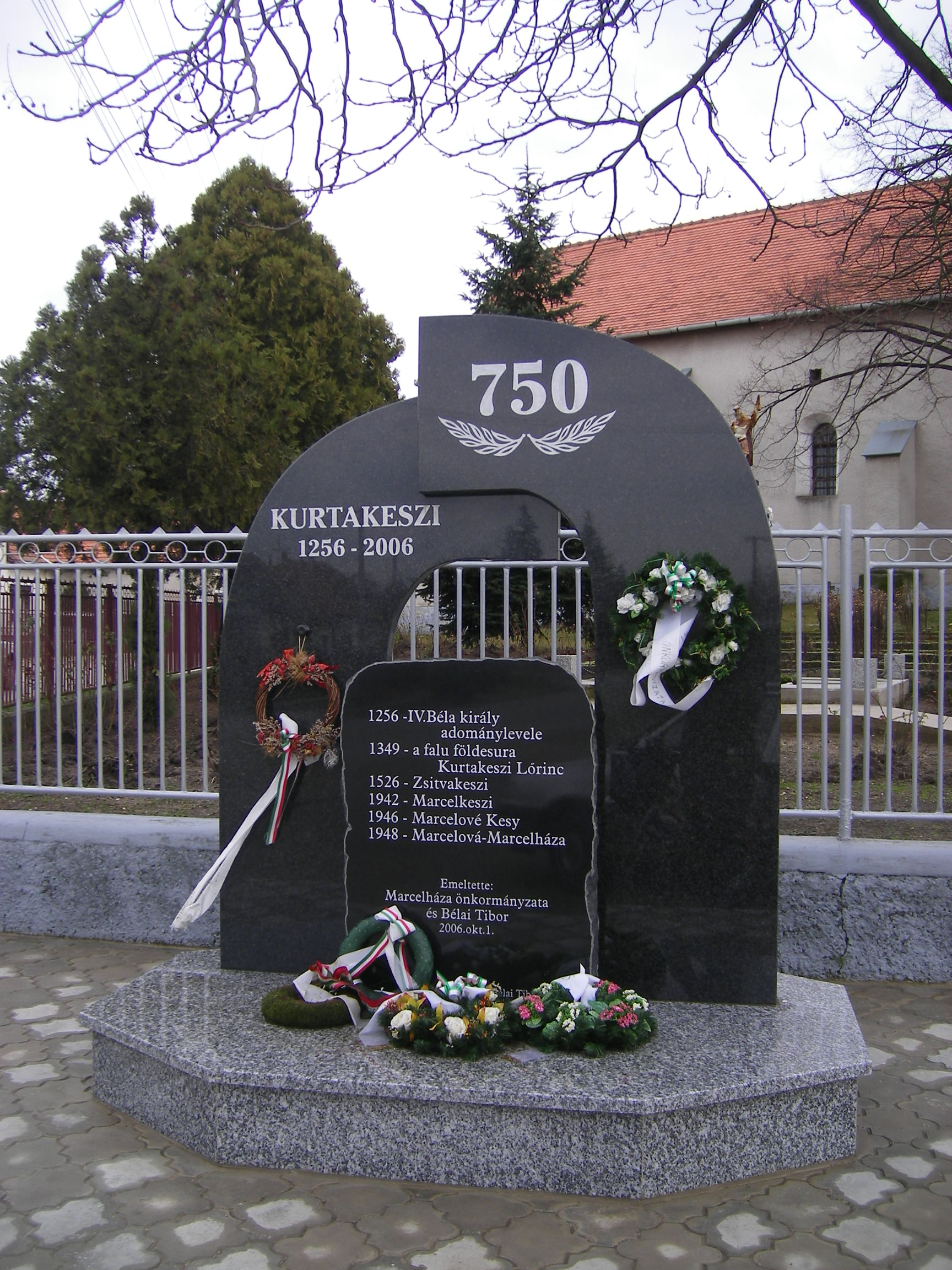
Kurtakeszi alapítási emlékműve
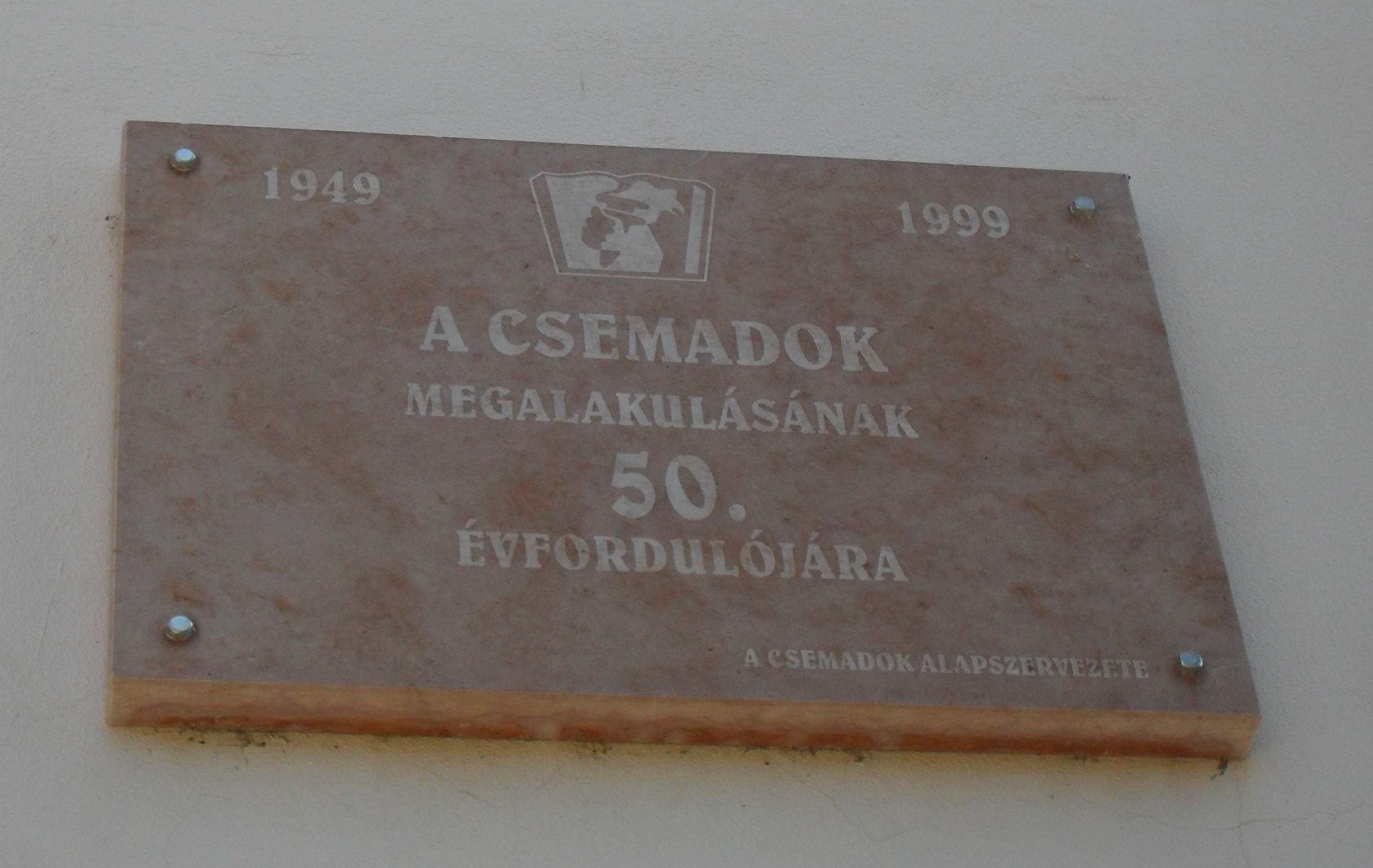
Csemadok-emléktábla
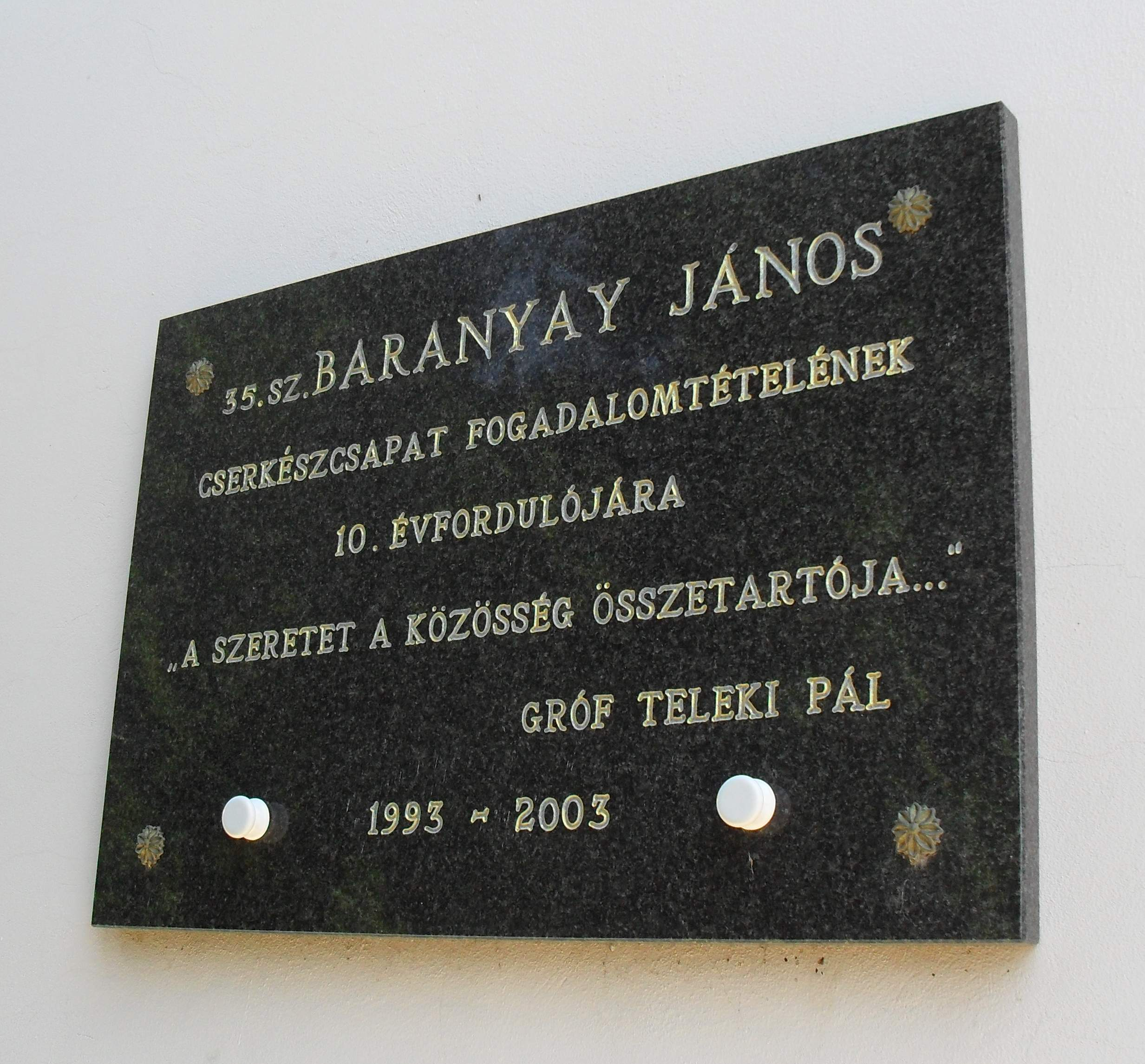
Cserkész-emléktábla

### Szakrális kisemlékek
- A Szent Annát ábrázoló barokk szoborcsoport Kurtakeszin található, egy hatalmas hársfa mellett. 1764-ben állították.
- Barokk Immaculata szobor Kurtakeszin, a falu szélén, a Komáromszentpéterre vezető út mentén található. Felirata szerint 1764-ben állították, 2008-ban restaurálták.
- Kurtakeszin, a Hársfasoron található egy szoborfülkés képoszlop, mely eredetileg a temető melletti homokbánya helyén állt.
- Szent Flórián oszlopon álló szobra a katolikus templom kertjében található, az önkéntes tűzoltó-egyesület megalakulásának 120. évfordulóján, 2006.május 6-án avatták fel.
- Kurtakeszin, az Új utcában található egy 1826-ban állított, süttői vörösmészkőből készült feszület (felirata szerint Tapoltsány György állíttatta).
- Útmenti, fából készült feszület a Radványi utcában.
- Harangláb és fa feszület a marcelházi falurészben.
- A Baranyai-sírkert keresztje, korpuszos öntött kereszt, a 19. század második feléből származik, a kurtakeszi temetőben található.
- A kurtakeszi temető beton nagykeresztje.
- A marcelházi temetőben két nagykereszt is található, mindkettő fából készült.

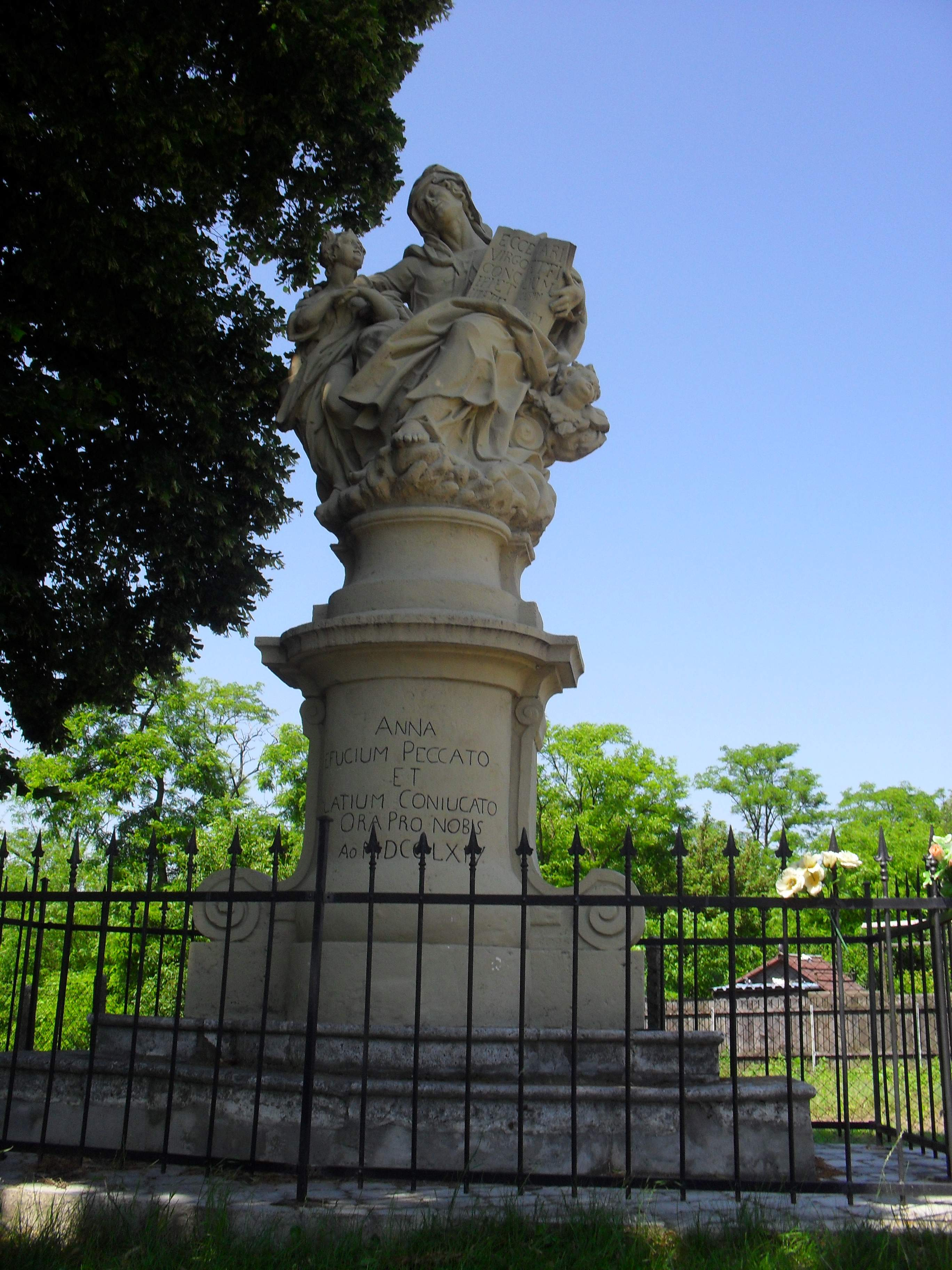
Szent Anna-szoborcsoport
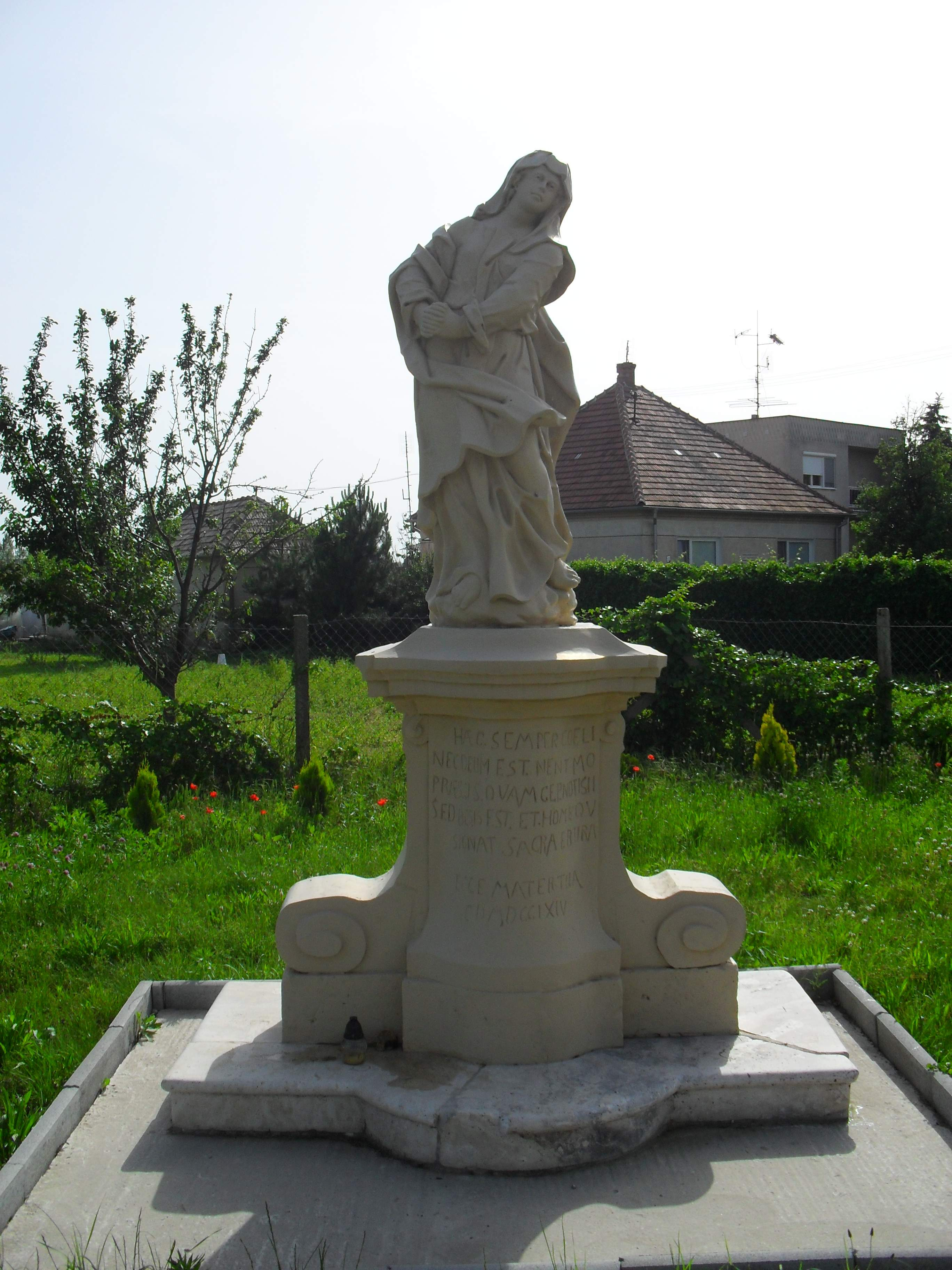
A restaurált Immaculata-szobor
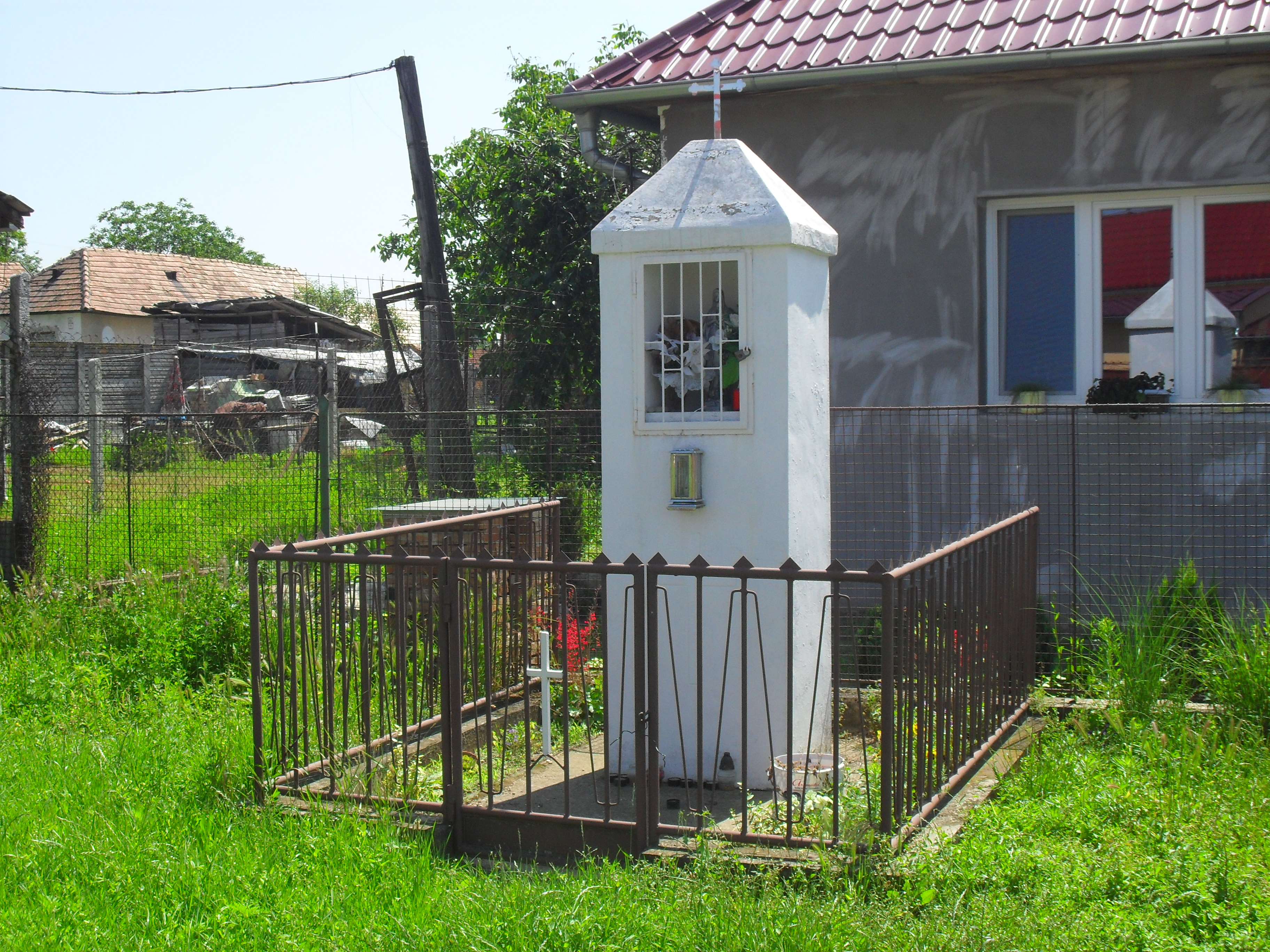
Szoborfülkés képoszlop
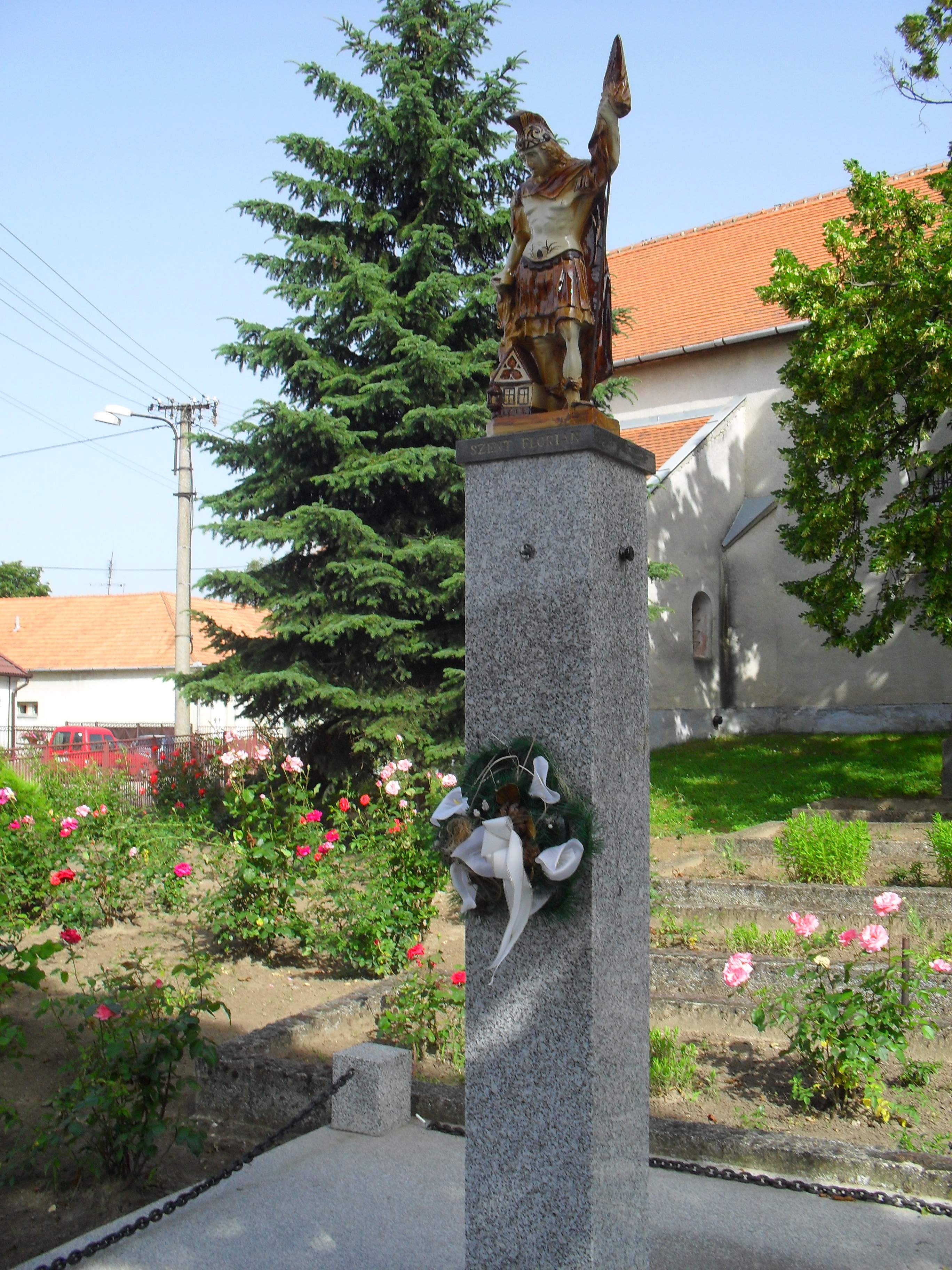
Szent Flórián szobra
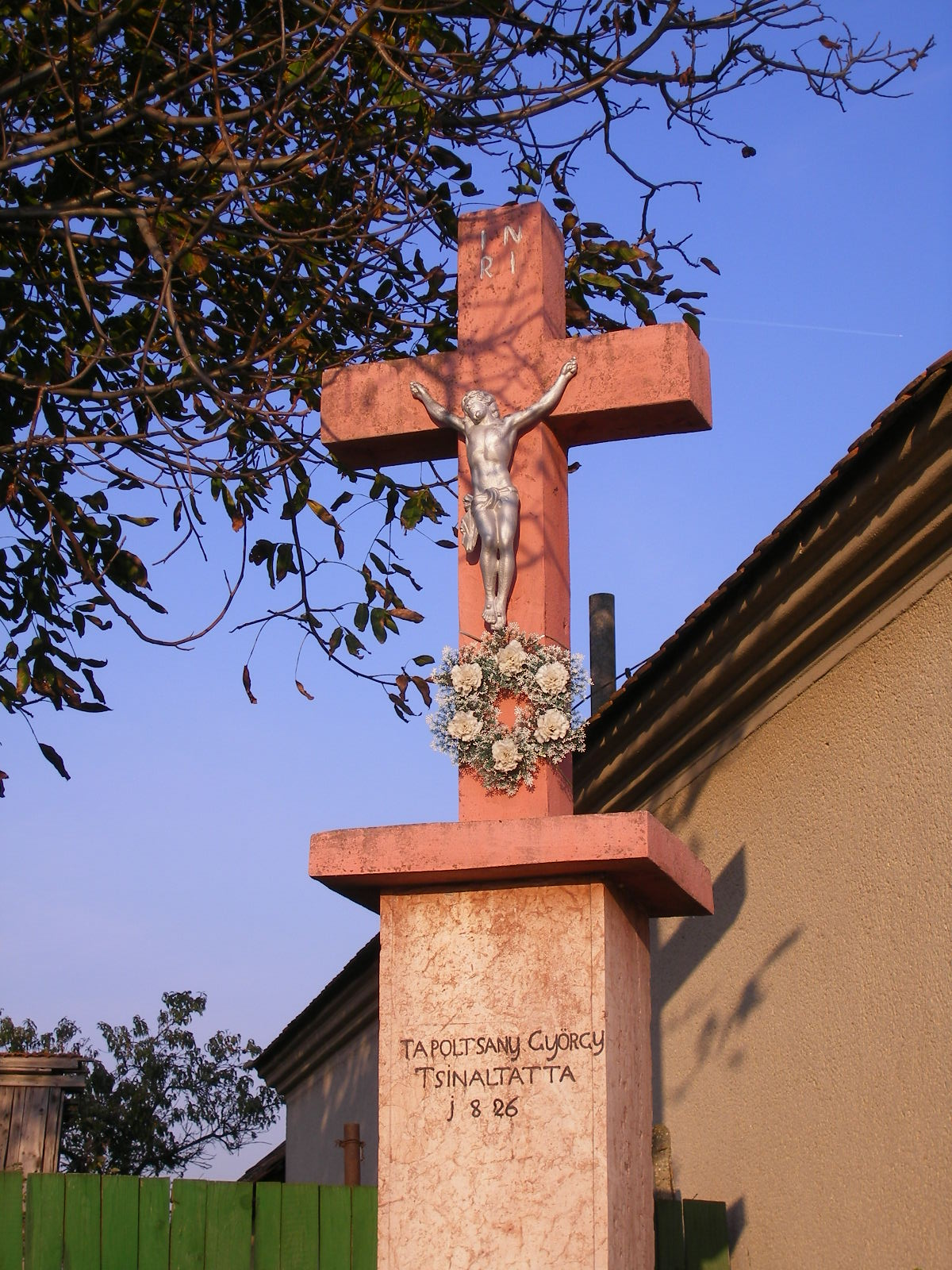
Feszület az Új utcában
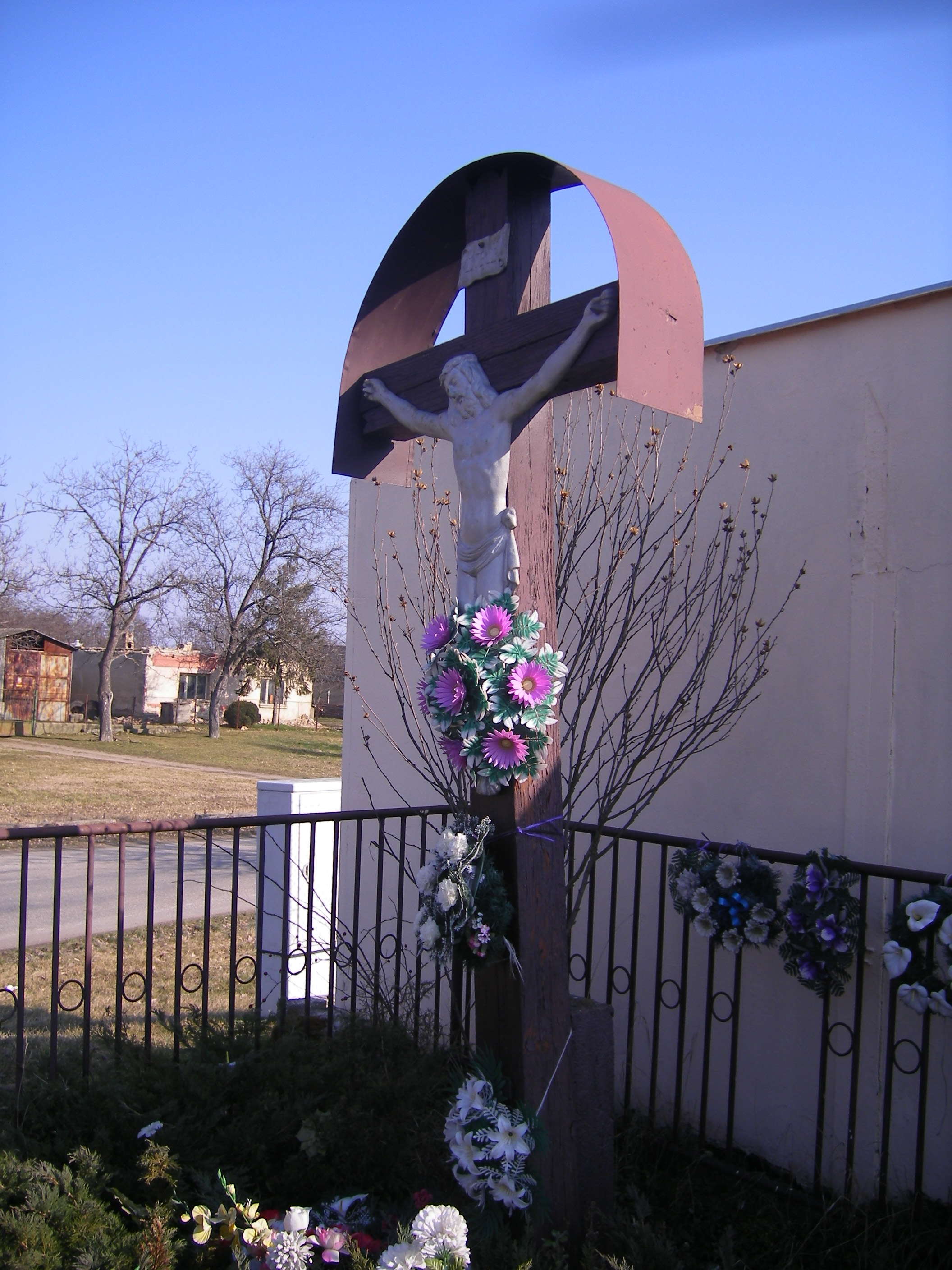
Feszület a Radványi utcában
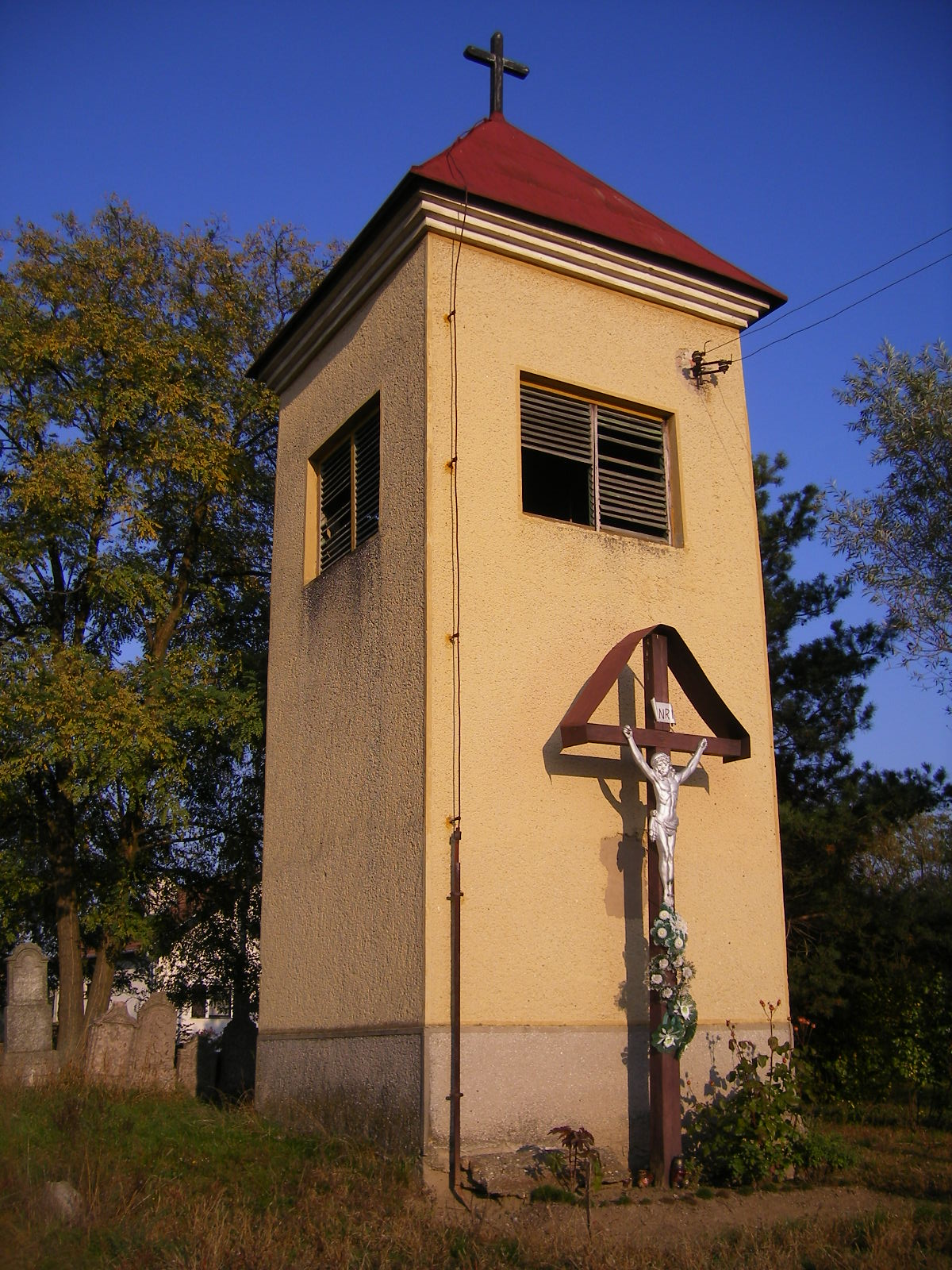
Harangláb és feszület Marcelházán
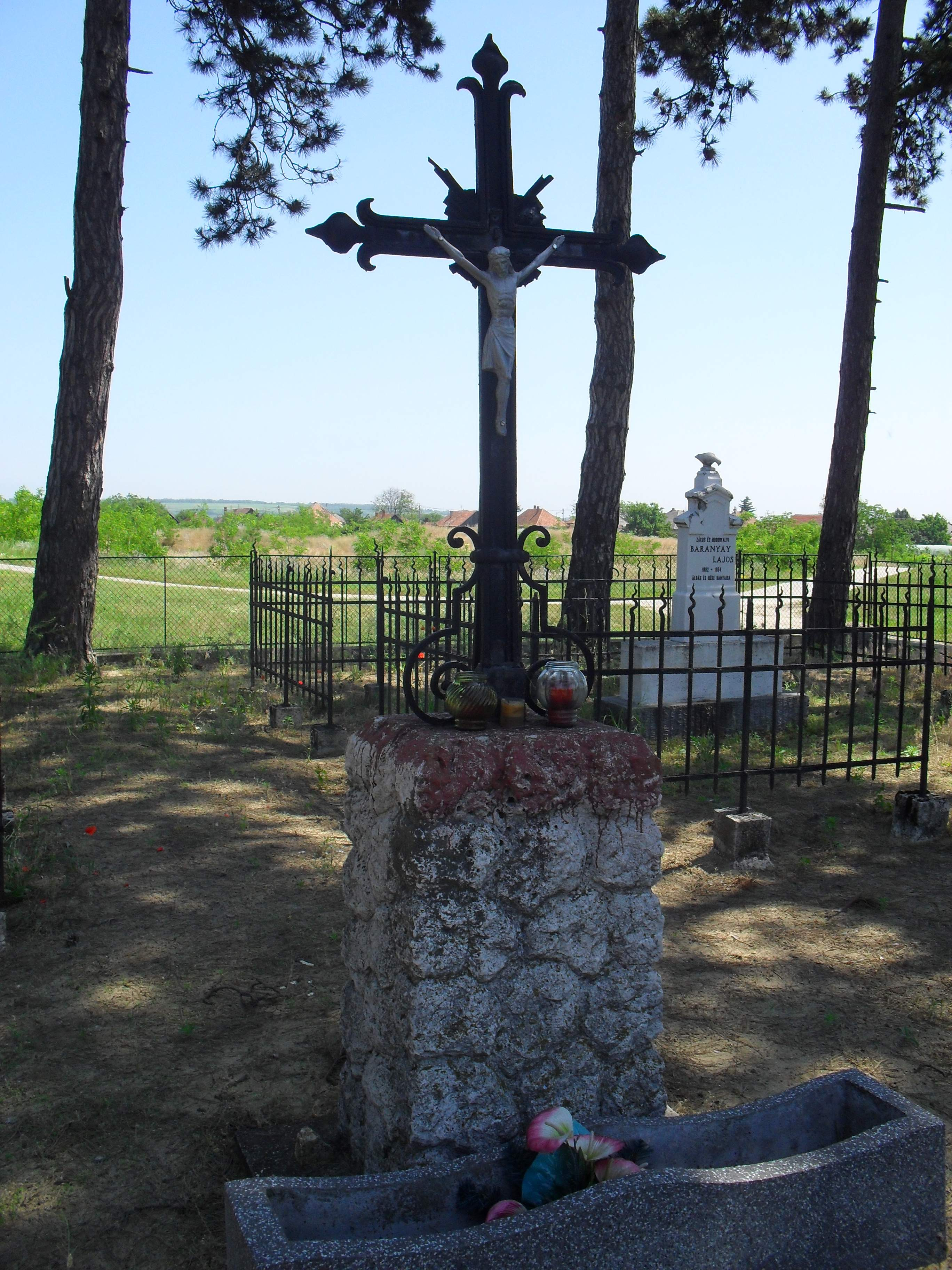
A Baranyai-sírkert keresztje
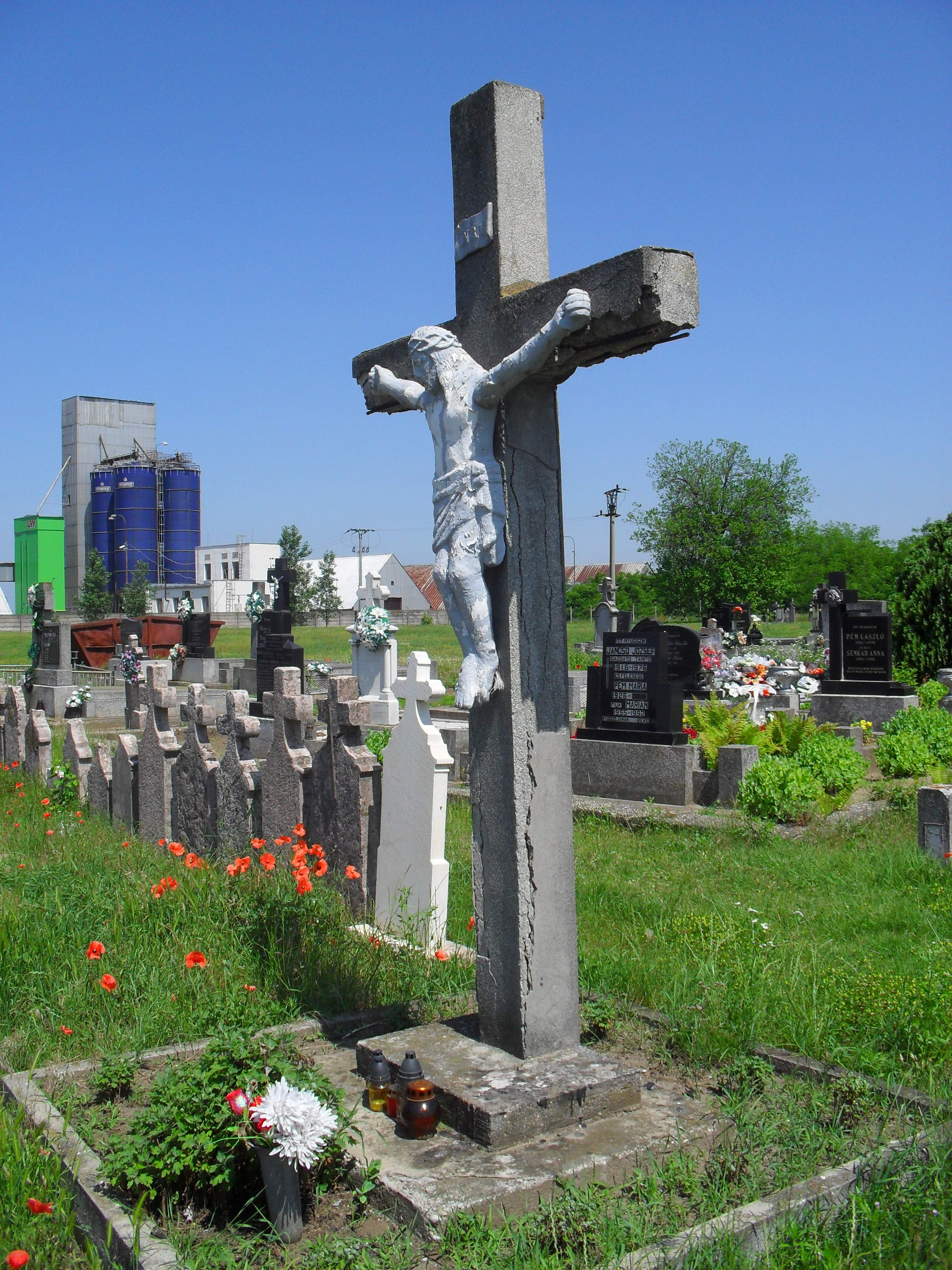
Kurtakeszi - temetői nagykereszt
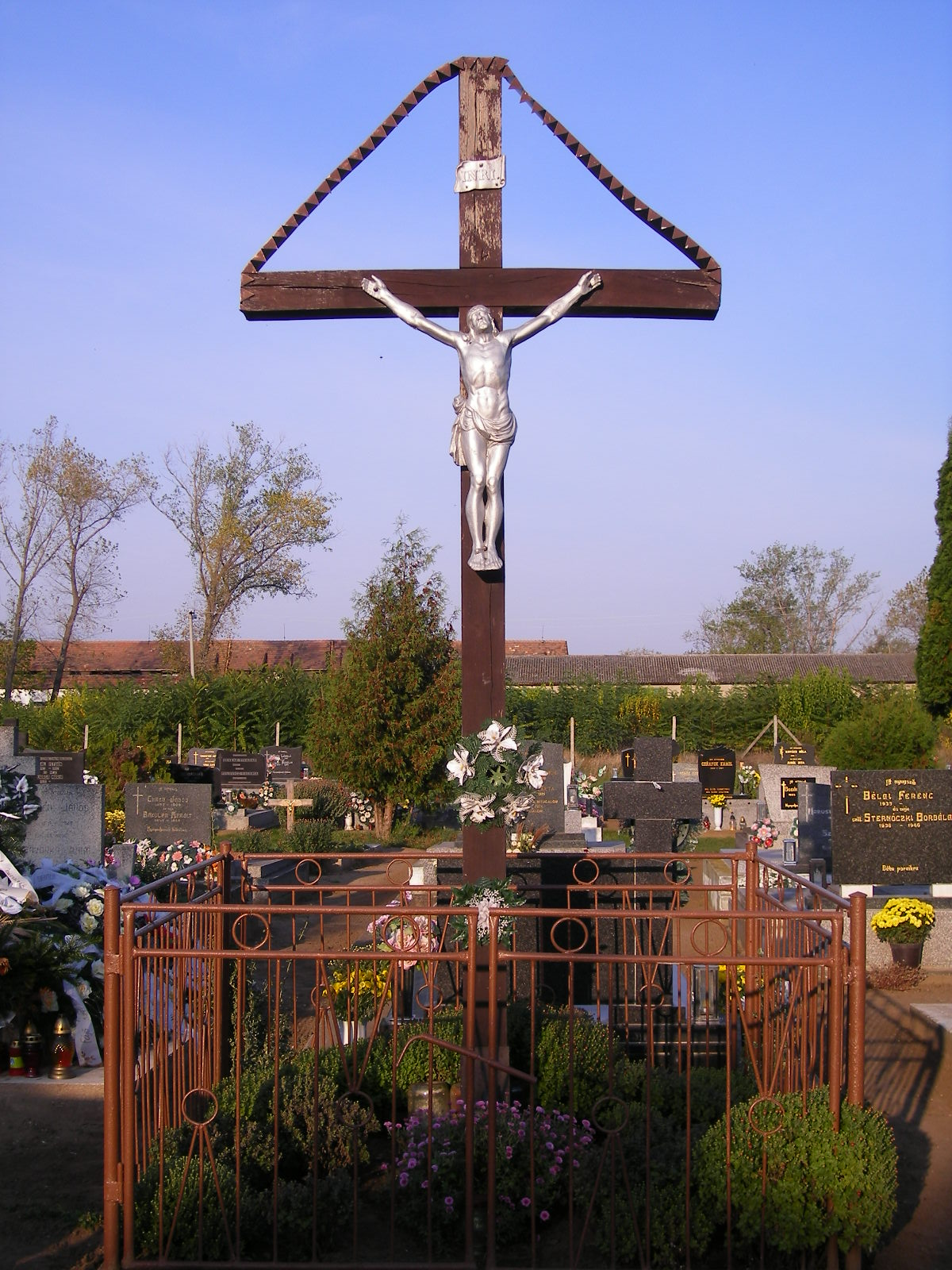
Marcelháza - temetői nagykereszt (1)
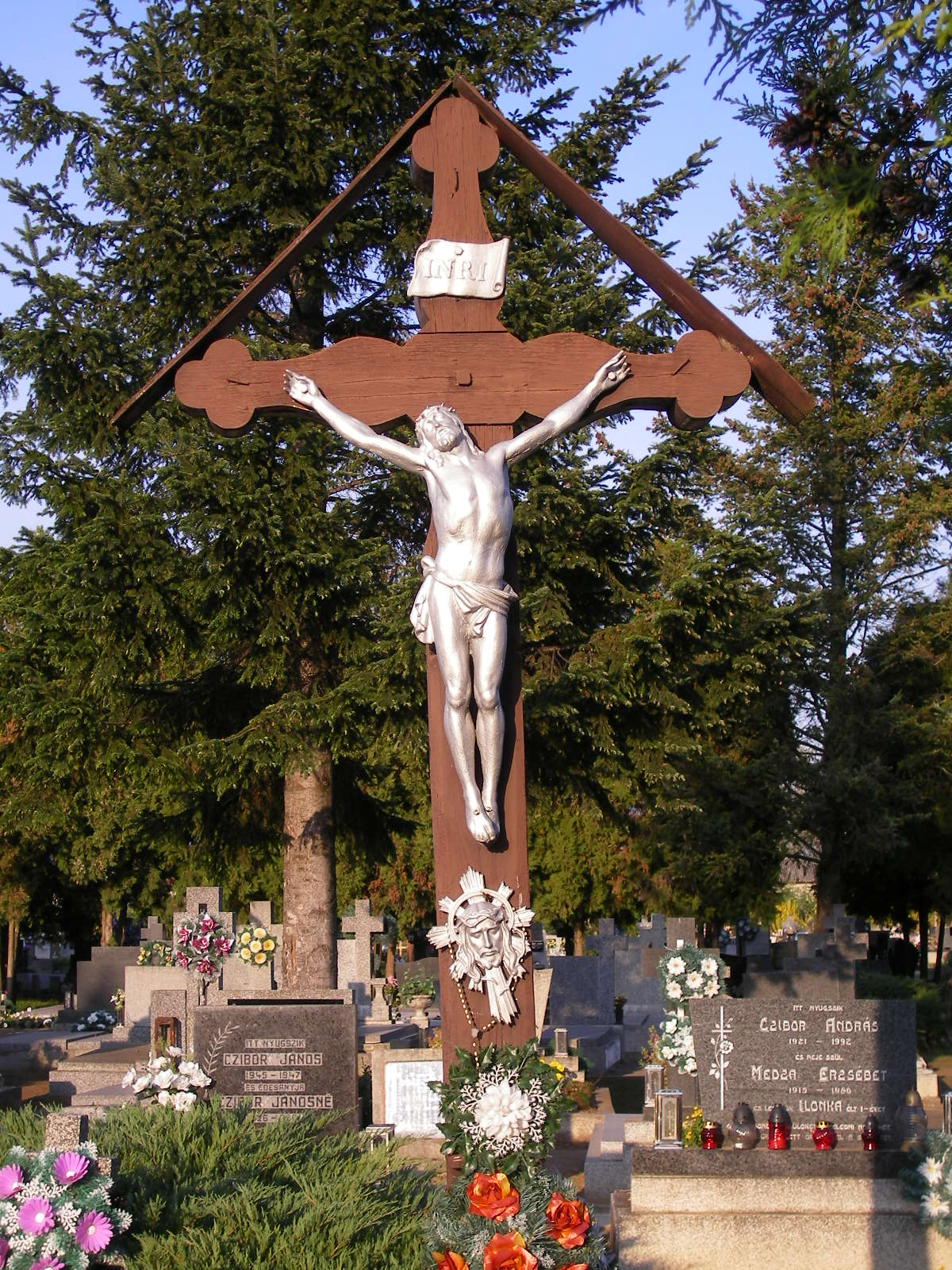
Marcelháza - temetői nagykereszt (2)

## Lásd még
- Kurtakeszi

## Testvértelepülés
- Badacsonytomaj, Magyarország
- Szepetnek, Magyarország
- Vasad, Magyarország